# الآباء المؤسسون للولايات المتحدة

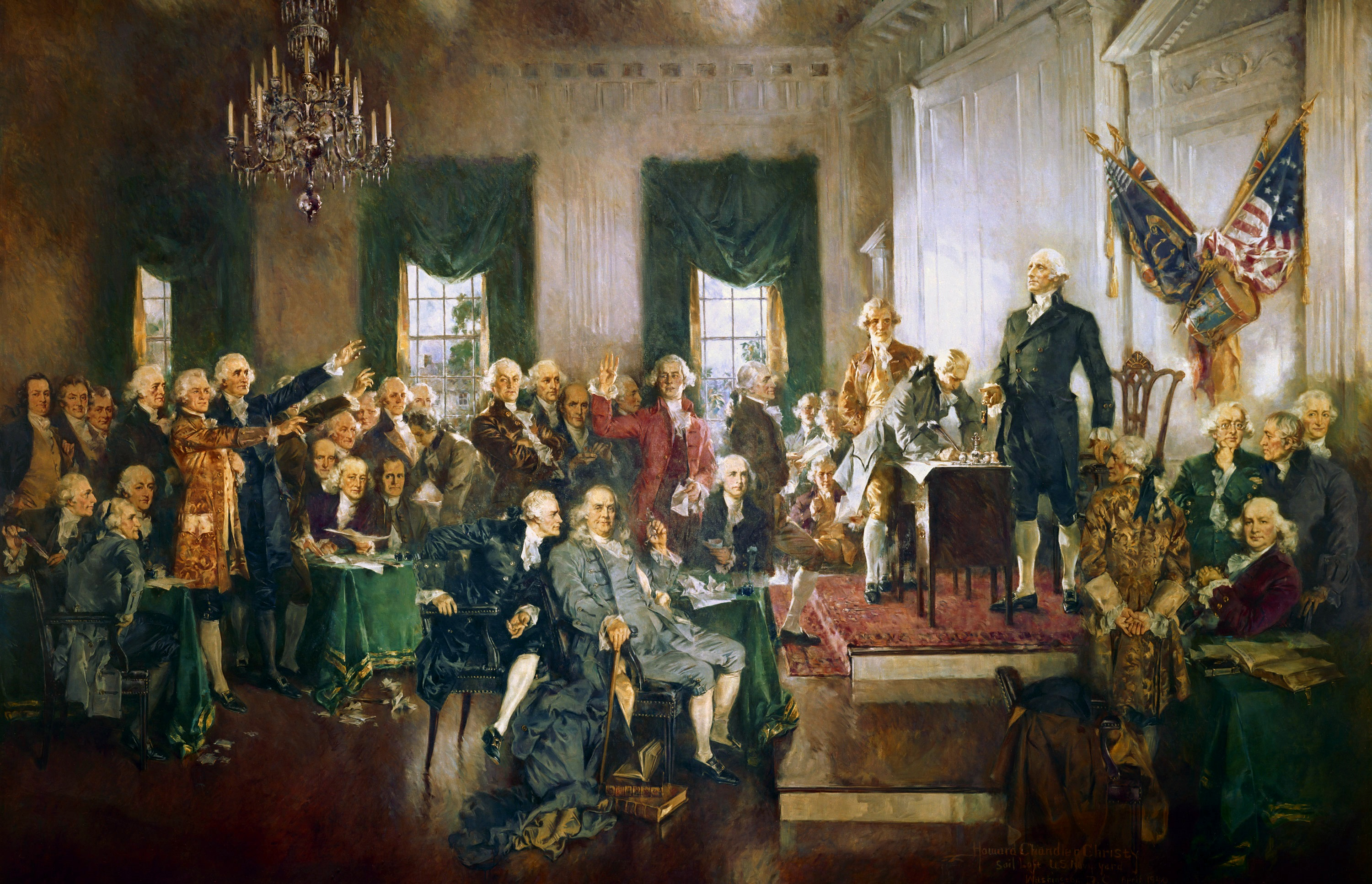
مشهد توقيع دستور الولايات المتحدة بريشة هوارد تشاندلر كريستي

الآباء المؤسسون للولايات المتحدة (بالإنجليزية: Founding Fathers of the United States) هم مجموعة من الزعماء الأمريكيين الذين وحدوا المستعمرات الثلاث عشرة، وقادوا الحرب من أجل الاستقلال عن بريطانيا العظمى، وبنوا إطارًا حكوميًا للولايات المتحدة الأمريكية الجديدة على أسس جمهورية خلال العقود الأخيرة من القرن الثامن عشر. يأتي الآباء من خلفيات اجتماعية واقتصادية وإثنية متنوعة، فضلًا عن مهن مختلفة، بعضها بدون أي خبرة سياسية سابقة.
حدد المؤرخ ريتشارد ب. موريس في عام 1973 الشخصيات السبع التالية كالآباء المؤسسين المحوريين: جون آدمز، بنجامين فرانكلين، ألكساندر هاميلتون، جون جاي، توماس جيفرسون، جيمس ماديسون، وجورج واشنطن استنادًا إلى الأدوار الأساسية والمهمة التي لعبوها في تشكيل الحكومة الجديدة في البلاد. كان آدمز، وجيفرسون، وفرانكلين أعضاء في لجنة الخمسة التي صاغت إعلان الاستقلال. كان هاملتون، وماديسون، وجاي مؤلفين للأوراق الفيدرالية، ودعوا إلى التصديق على الدستور. اعتُمد على الدساتير التي صاغها جاي وآدمز لولايتهما في نيويورك (1777) وماساتشوستس (1780) بشكل كبير عند إنشاء لغة لدستور الولايات المتحدة الجديد. تفاوض جاي وآدمز وفرانكلين على معاهدة باريس (1783) التي أنهت الحرب الثورية الأمريكية. كان واشنطن القائد الأعلى لجيش المستعمرات وكان رئيس المؤتمر الدستوري. كلهم لعبوا أدوارًا مهمة إضافية في حكومة الولايات المتحدة المبكرة، إذ تولي واشنطن، وآدمز، وجيفرسون، وماديسون منصب الرئيس في أوقات مختلفة. كان جاي أول رئيس قضاة في البلاد، وكان هاملتون أول وزير للخزانة، وكان فرانكلين أكبر دبلوماسي أميركي، ثم أصبح زعيم حكومة بنسلفانيا.
يُستخدم مصطلح الآباء المؤسسين في بعض الأحيان على نطاق أوسع للإشارة إلى الموقعين على النسخة المنقوشة من إعلان الاستقلال في عام 1776، على الرغم من أن أربعة مؤسسين مهمين -جورج واشنطن، وجون جاي، وألكساندر هاميلتون، وجيمس ماديسون- لم يكونوا من ضمن الموقعين. لا ينبغي الخلط بين مصطلح الموقعين ومصطلح المؤطرين؛ يعرف الأرشيف الوطني المؤطرين على أنهم هؤلاء الأفراد الـ 55 الذين عُينوا ليكونوا مندوبين في المؤتمر الدستوري لعام 1787 وشاركوا في صياغة الدستور المقترح للولايات المتحدة. من بين 55 مؤطر، وقع 39 فقط على الدستور. تشمل مجموعتان إضافيتان من الآباء المؤسسين ما يلي: 1) أولئك الذين وقعوا على اتحاد المستعمرات، وهو حظر تجاري، وأحد أوائل التجمعات للمستعمرين الذين احتجوا على السيطرة البريطانية والأفعال التي لا تطاق في عام 1774. 2) أولئك الذين وقعوا على الأوراق الفيدرالية، وهي أول وثيقة دستورية أمريكية.
ترجع عبارة «الآباء المؤسسون» إلى القرن العشرين، وهي تسمية صاغها وارن ج. هاردينج في عام 1916.

## خلفية
اجتمع الكونغرس القاري الأول لفترة وجيزة في فيلادلفيا بولاية بنسلفانيا عام 1774، وتألف من 56 مندوبًا من جميع المستعمرات الأمريكية الثلاثة عشر باستثناء جورجيا. كان من بينهم جورج واشنطن، الذي سيُعاد قريبًا من التقاعد العسكري ليقوم بقيادة جيش المستعمرات خلال الحرب الثورية الأمريكية. كما حضر المؤتمر باتريك هنري، وجون آدمز، الذين اُنتخبوا، مثلهم مثل جميع المندوبين، من قبل المجالس الاستعمارية لكل منهم. كان من بين المندوبين الآخرين صمويل آدمز من ولاية ماساتشوستس، وجون ديكنسون من ولاية بنسلفانيا، وجون جاي من نيويورك. أنشأ هذا المؤتمر، بالإضافة إلى صياغة التماسات قُدمت إلى التاج البريطاني، الرابطة المستعمراتية لإدارة أعمال المقاطعة ضد بريطانيا.
عندما انعقد الكونغرس القاري الثاني في 10 مايو 1775، أُعيد تشكيل المؤتمر الأول بشكل أساسي. شارك العديد من المندوبين الـ 56 الذين حضروا الاجتماع الأول في الاجتماع الثاني. ومن بين الوافدين الجدد بنجامين فرانكلين، وروبرت موريس من ولاية بنسلفانيا، وجون هانكوك من ولاية ماساتشوستس، وجون ويذرسبون من نيو جيرسي، وتشارلز كارول من كارولتون من ماريلاند، الذي عُين كمندوب متأخر بسبب كونه رومانيًا كاثوليكيًا. اُنتخب هانكوك رئيسًا للكونجرس بعد أسبوعين من المؤتمر عندما اُستدعي بيتون راندولف إلى فرجينيا لرئاسة مجلس النواب. حل توماس جيفرسون محل راندولف في وفد الكونغرس في فرجينيا. اعتمد المؤتمر الثاني إعلان الاستقلال. كان ويذرسبون هو رجل الدين النشط الوحيد الذي وقّع على الإعلان. كما وقع على الأوراق الكونفدرالية، وحضر اتفاقية نيوجيرسي (1787) التي صدقت على الدستور الاتحادي.
كان على الولايات المتحدة التي تأسست حديثًا إنشاء حكومة جديدة لتحل محل البرلمان البريطاني. تبنت الولايات المتحدة مواد الأوراق الكونفدرالية، وهو إعلان أنشأ حكومة وطنية ذات هيئة تشريعية من مجلس واحد. أعطى التصديق عليها من جميع المستعمرات الثلاثة عشر للمؤتمر الثاني اسمًا جديدًا: مؤتمر الكونفدرالية، الذي عُقد من 1781 إلى 1789. انعقد المؤتمر الدستوري في صيف عام 1787 في فيلادلفيا. على الرغم من الدعوة المؤتمر كانت بسبب مراجعة مواد الأوراق الكونفدرالية، إلا أن النية منذ البداية بالنسبة للبعض بما في ذلك جيمس ماديسون، وألكساندر هاملتون كانت لإنشاء إطار جديد للحكومة بدلًا من تعديل الإطار الحالي. انتخب المندوبون جورج واشنطن لترؤس الاتفاقية. وكانت نتيجة الاتفاقية دستور الولايات المتحدة واستبدال الهيئة التشريعية للمستعمرات بهيئة تشريعية للولايات المتحدة.

## الخلفية الاجتماعية والقواسم المشتركة
مثّل الآباء المؤسسون مقطعًا عرضيًا لقيادة الولايات المتحدة في القرن الثامن عشر. وفقا لدراسة السير الذاتية التي كتبها كارولين روبنز:
جاء الموقعون في الغالب من نخبة متعلمة، وكانوا من سكان المستوطنات القديمة، وكانوا ينتمون -مع استثناءات قليلة- إلى طبقة ثرية لا تمثل سوى نسبة ضئيلة من السكان. وساء كانوا مواطنين أو ولدوا خارج البلاد، فكلهم كانوا بريطانيين وانتموا إلى العقيدة البروتستانتية.
كانوا قادة في مجتمعاتهم. وكان العديد منهم بارزين في الشؤون الوطنية. شارك جميعهم تقريبًا في الثورة الأمريكية؛ وخلال المؤتمر الدستوري خدم 29 على الأقل في جيش المستعمرات، وشغل معظمهم مناصب قيادية. لقد درس العلماء السيرة الجماعية للمؤسسين، بما في ذلك الموقعين على الإعلان والدستور.

### التعليم
حضر العديد من الآباء المؤسسين أو تخرجوا من كليات المستعمرات، وأبرزها كولومبيا التي كانت تعرف في ذلك الوقت باسم «كلية الملك»، وجامعة برينستون التي كانت تُسمى في الأصل باسم «كلية نيو جيرسي»، وكلية هارفارد، وكلية وليام وماري، وكلية ييل، وجامعة بنسلفانيا. درس بعضهم في السابق في المنزل، أو حصل على تعليم مبكر من مدرسين خاصين أو أكاديميات. بينما درس آخرون في الخارج. ومن المفارقات أن بنجامين فرانكلين الذي حصل على القليل من التعليم الرسمي سيؤسس في نهاية المطاف كلية فيلادلفيا على أساس النماذج الأوروبية (1740)؛ وستكون «بنسلفانيا» أول كلية طب (1765) في المستعمرات الثلاثة عشر حيث سيقوم مؤسس آخر -بنيامين راش- بتدريسها في نهاية المطاف.
بسبب وجود عدد محدود من المدارس المهنية التي أُسست في الولايات المتحدة، سعى المؤسسون للحصول على شهادات متقدمة من المؤسسات التقليدية في إنجلترا واسكتلندا، مثل جامعة إدنبرة، وجامعة سانت أندروز، وجامعة غلاسكو.

#### الكليات التي التحقوا بها
- كلية ويليام وماري: توماس جيفرسون، وبنجامين هاريسون الخامس [18]
- كلية هارفارد: جون آدمز، صموئيل آدامز، جون هانكوك، وويليام ويليامز
- كلية الملك (كولومبيا الآن): جون جاي، ألكساندر هاميلتون، جوفيرنور موريس، روبرت ر. ليفينغستون، وإيبرت ألبنسون.[19]
- كلية نيو جيرسي (الآن برينستون): جيمس ماديسون، جونينغ بيدفورد جونيور، آرون بور، بنجامين راش، وويليام باترسون
- كلية فيلادلفيا التي اندمجت في وقت لاحق مع جامعة بنسلفانيا: هيو ويليامسون
- كلية ييل: أوليفر ولكوت
- كلية كوينز (روتجرز الآن): جيمس شورمان
- التحق جيمس ويلسون بجامعة سانت أندروز، وجامعة غلاسكو،[20] وجامعة إدنبرة رغم أنه لم يحصل على شهادة.

### الدرجات العلمية المتقدمة والتدريب المهني

#### الحاصلين على دكتوراه في الطب
- جامعة إدنبرة: راش [21]
- جامعة أوتريخت بهولندا: ويليامسون

#### علم اللاهوت
- جامعة إدنبرة: ويذرسبون (التحق بها، ولم يحصل على درجة علمية)
- جامعة سانت أندروز: ويذرسبون (دكتوراه فخرية)

#### تدريبات مهنية قانونية
تدرب العديد منهم مثل جون جاي، وجيمس ويلسون، وجون ويليامز، وجورج ويث كمحامين من خلال التدريب المهني في المستعمرات. بينما تدرب عدد قليل في نزل المحكمة في لندن. حصل تشارلز كارول من كارولتون على شهادة الحقوق من تيمبل بلندن.

#### العصاميين أو الحاصلين على القليل من التعليم الرسمي
لم يحصل فرانكلين، وواشنطن، وجون ويليامز، وهنري ويسنر سوى على القليل من التعليم الرسمي. وتعلموا إلى حد كبير من خلال التدريب المهني.

### التركيبة السكانية
ولد الغالبية العظمى من المؤسسين في المستعمرات الثلاثة عشر. لكن تسعة على الأقل ولدوا في أجزاء أخرى من الإمبراطورية البريطانية:
- إنجلترا: روبرت موريس، وبوت غوينيت
- أيرلندا: بتلر، فيتزسيمونز، وماكهنري وباترسون
- جزر الهند الغربية: هاميلتون
- اسكتلندا: ويلسون وويذرسبون

انتقل الكثير منهم من مستعمرة إلى أخرى. عاش ثمانية عشر بالفعل، أو درسوا، أو عملوا في أكثر من مستعمرة: بالدوين، باسيت، بيدفورد، ديفي، ديكنسون، فيو، فرانكلين، إنجرسول، هاميلتون، ليفينجستون، ألكساندر مارتن، لوثر مارتن، ميرسر، جوفيرنور موريس، روبرت موريس، ريد، شيرمان، وويليامسون.
بينما درس العديد من الآخرين، أو سافروا إلى الخارج.

## قائمة الآباء المؤسسين

### الموقعين ال56 لإعلان الاستقلال

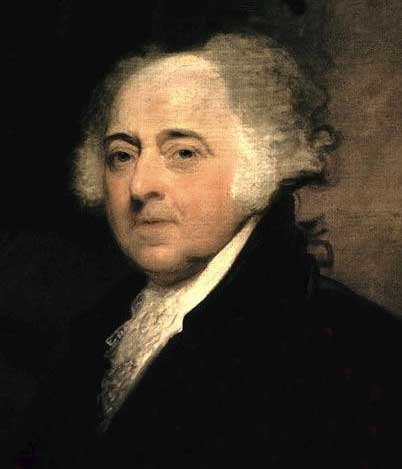
جون آدامز
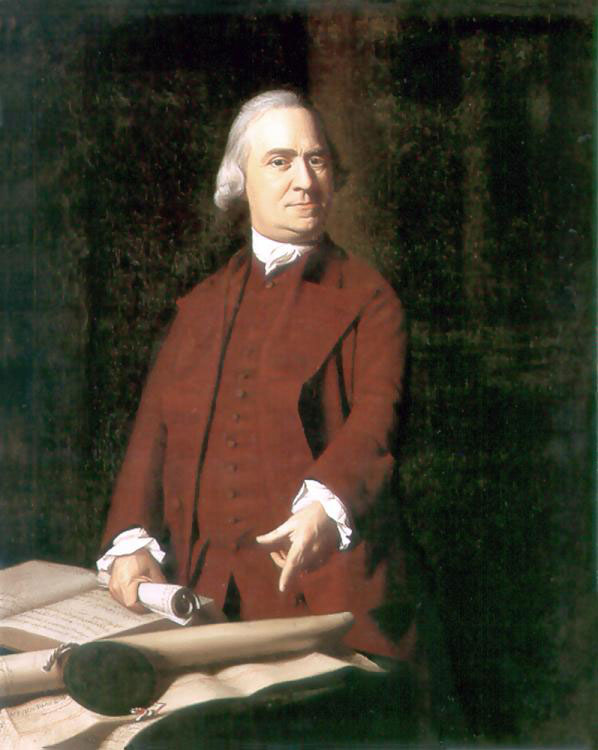
صامويل آدامز
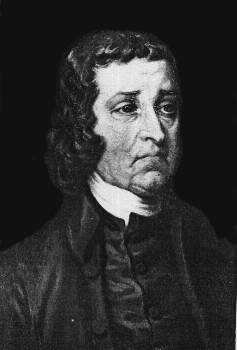
جوسيا بارتليت
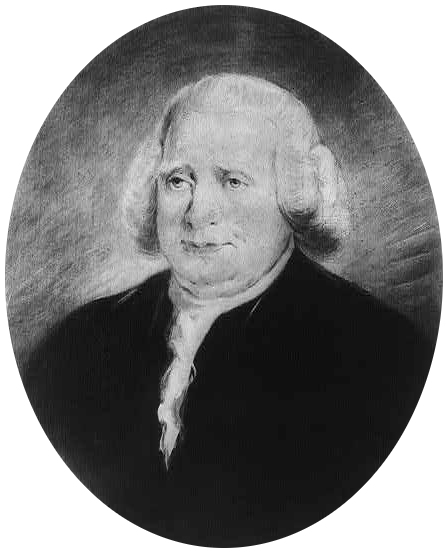
كارتر براكستون
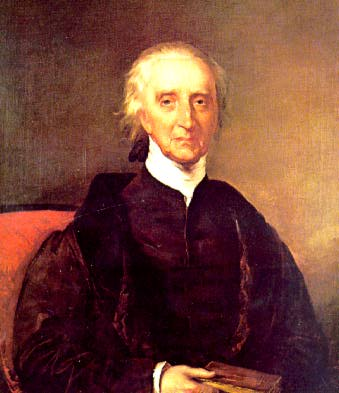
تشارلز كارول من كارولتون
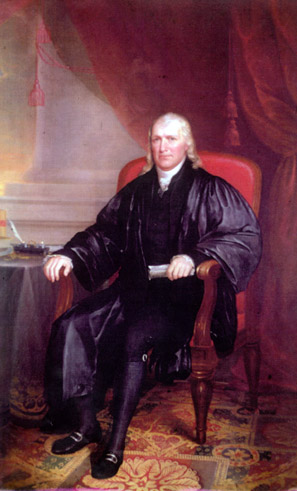
صامويل تشايس
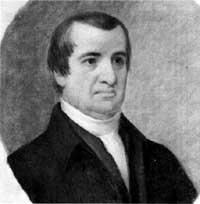
أبراهام كلارك
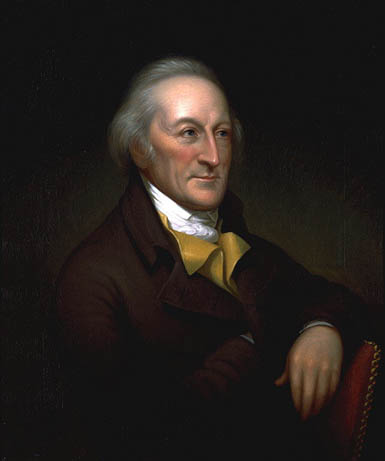
جورج كليمر
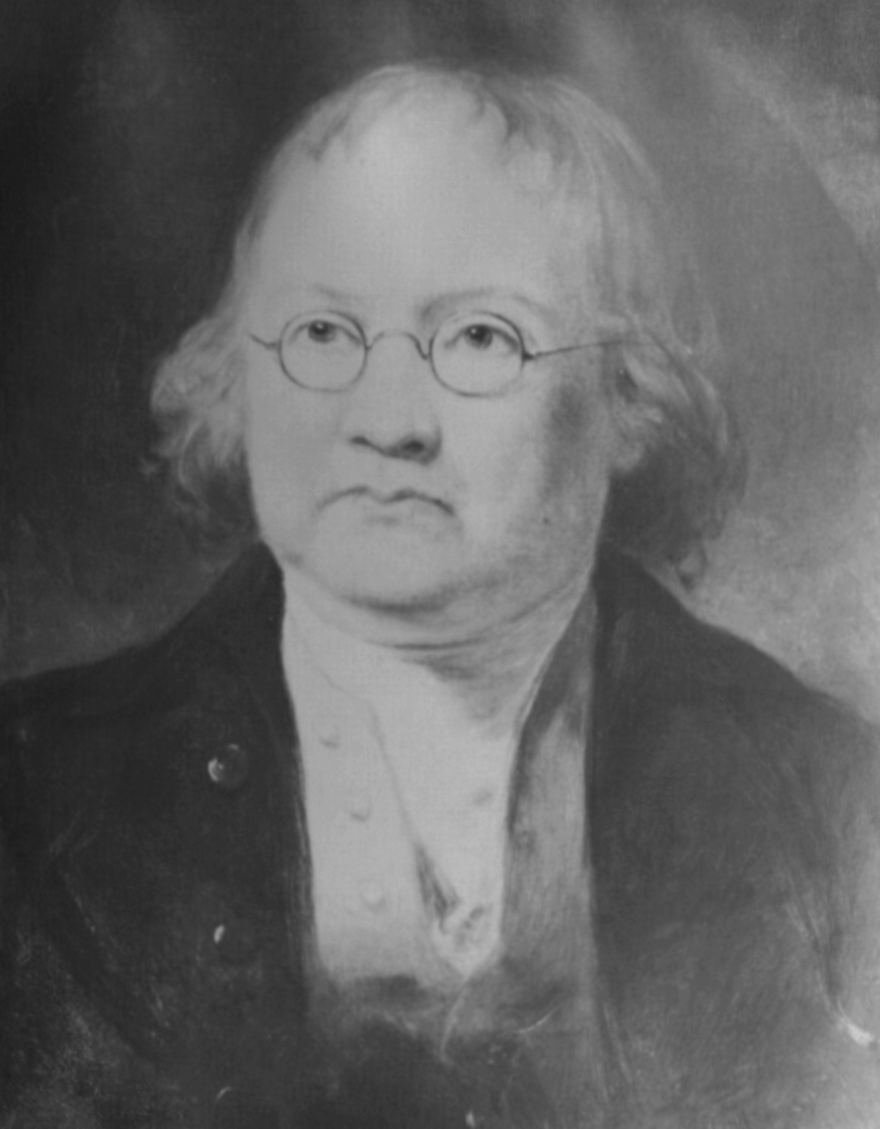
وليام اليري
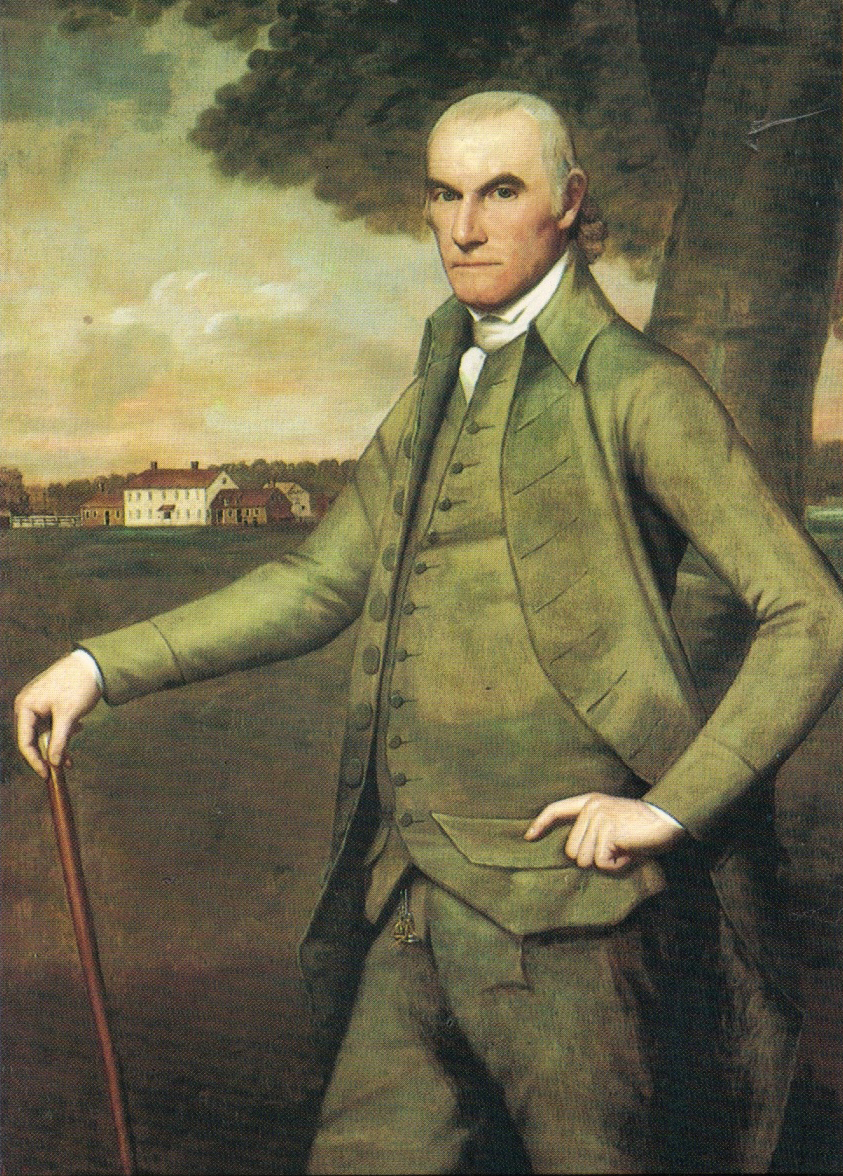
وليام فلويد
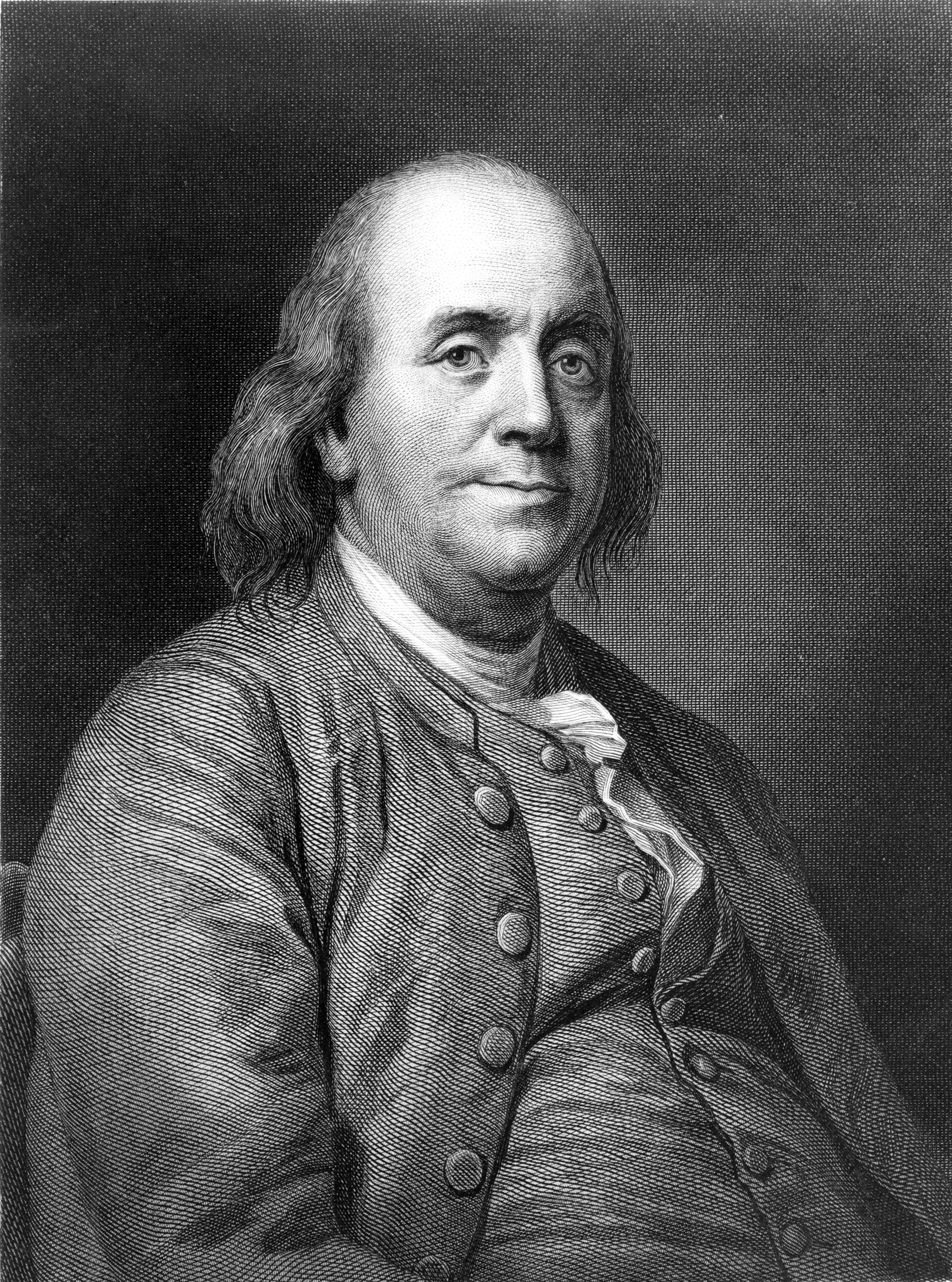
بنجامين فرانكلين
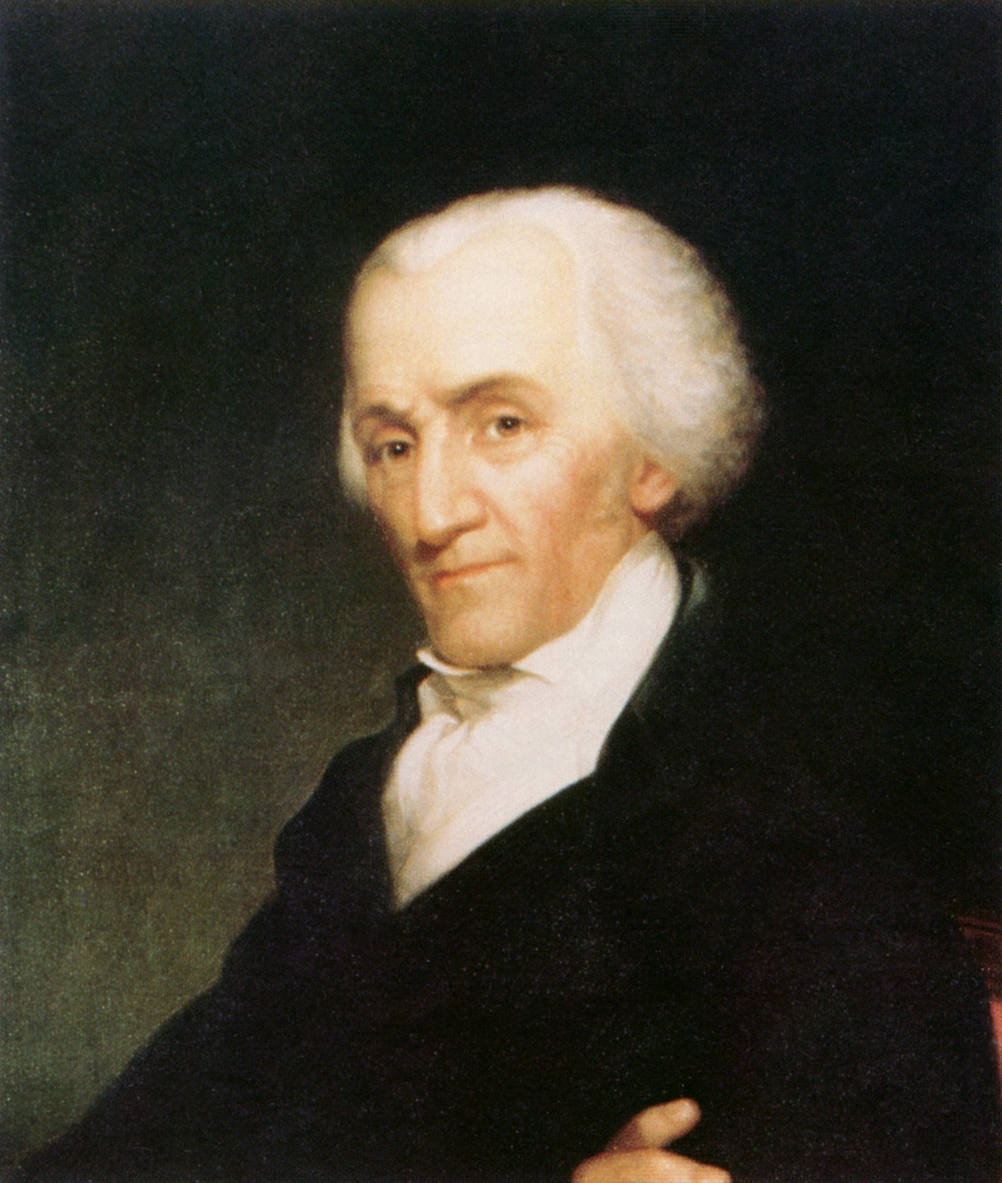
إلبردج جيري
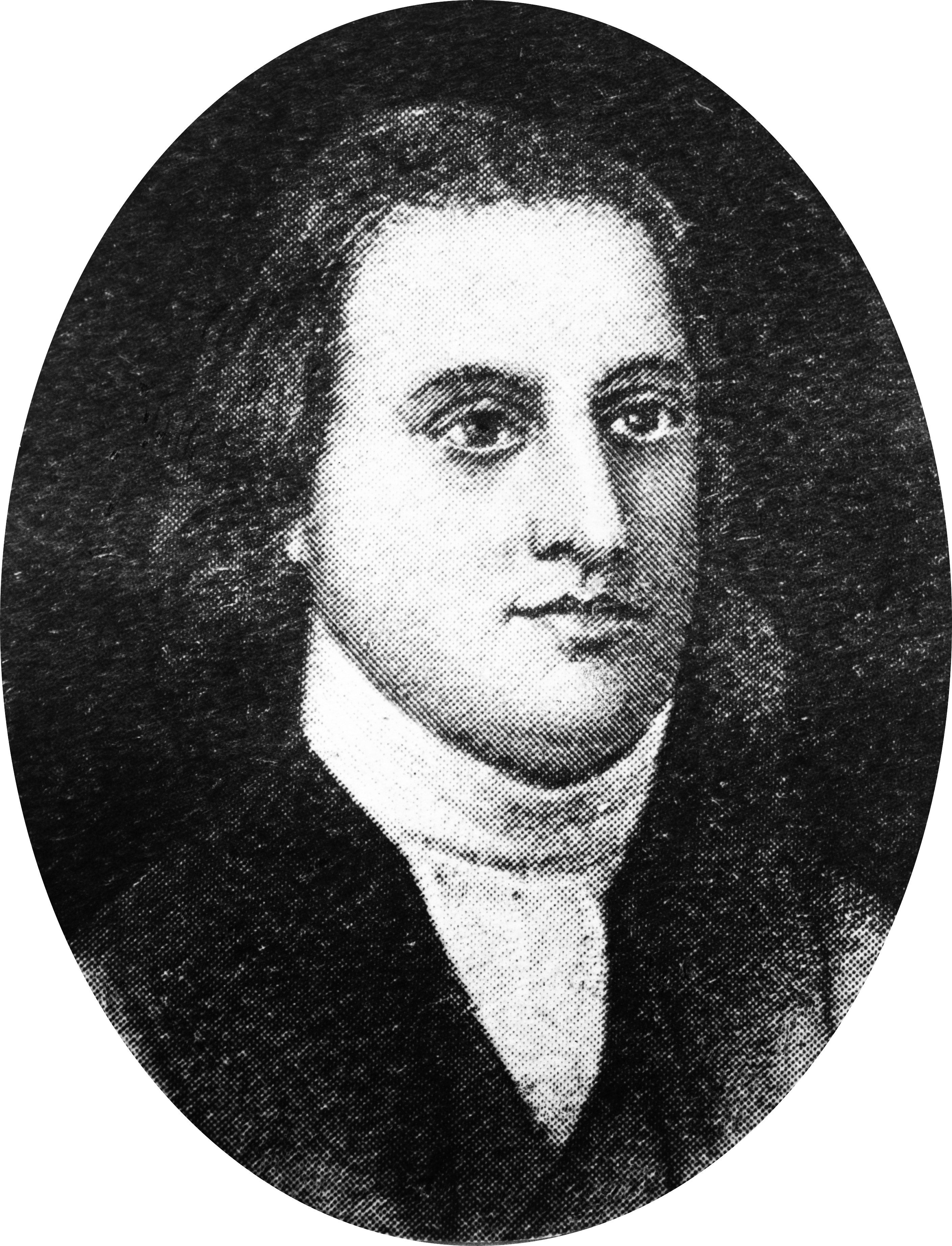
باتون غوينيت
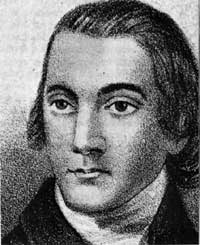
ليمان هال
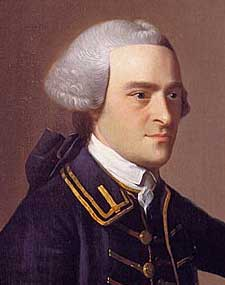
جون هانكوك
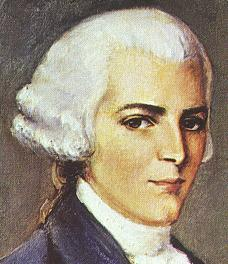
بنجامين هاريسون الخامس
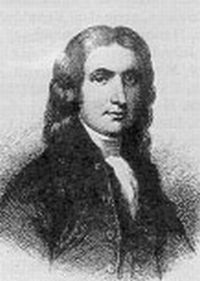
جون هارت
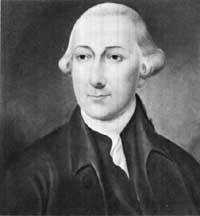
جوزيف هيوز
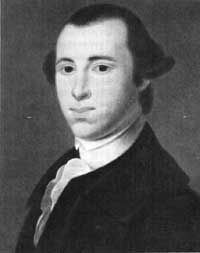
توماس هيوارد جونيور
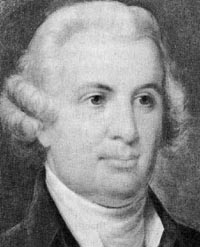
ويليام هوبر
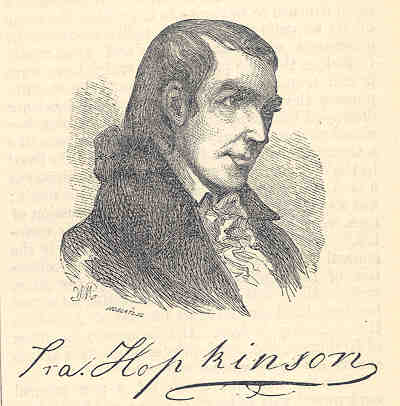
فرانسيس هوبكنسون
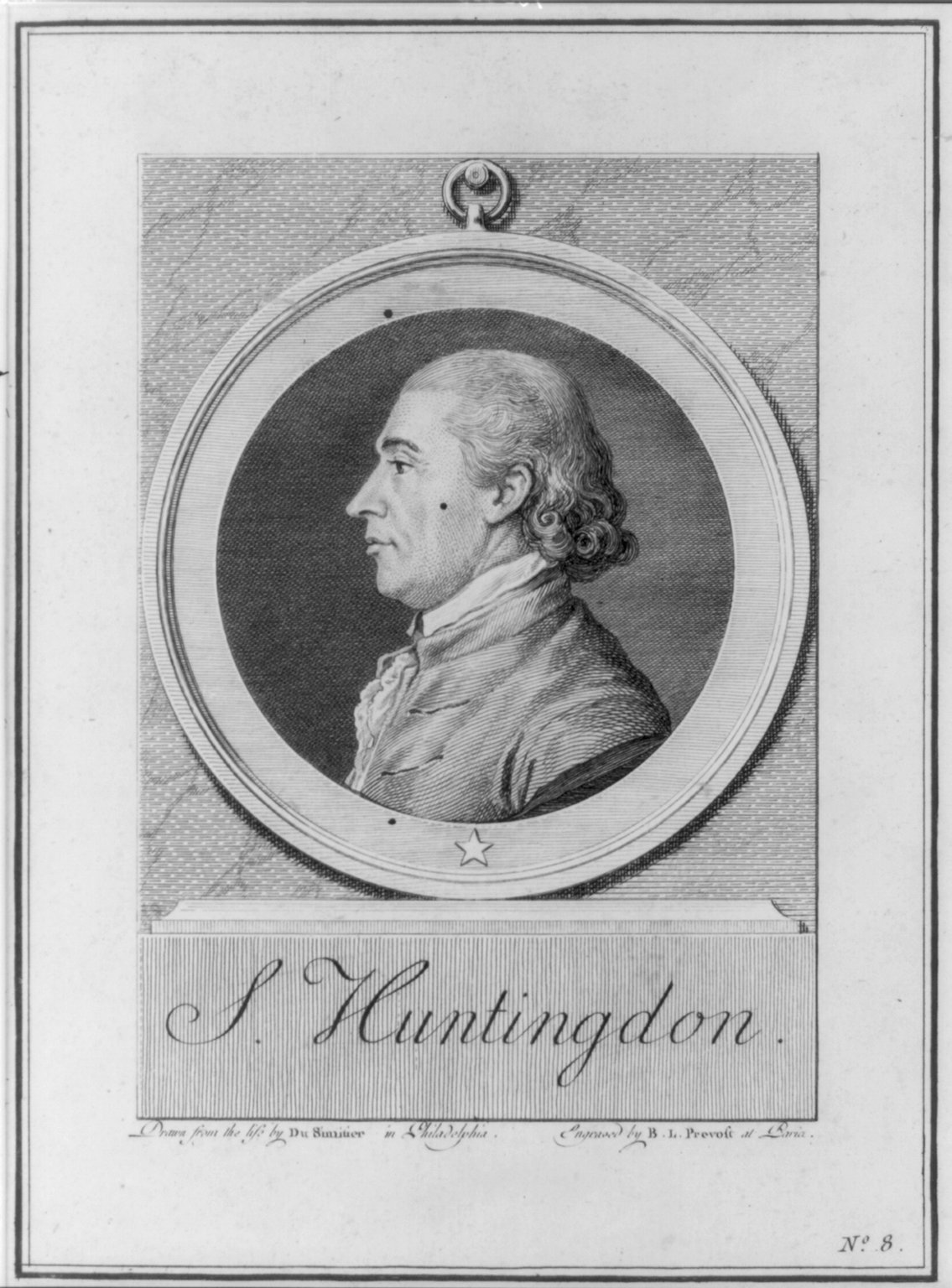
صموئيل هنتنغتون
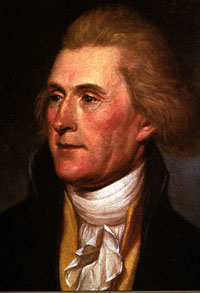
توماس جفرسون
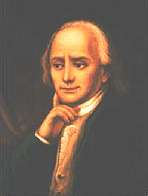
فرانسيس لايتفوت لي
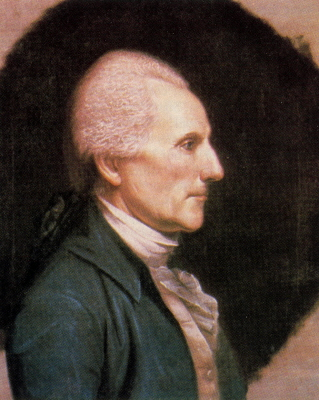
ريتشارد هنري لي
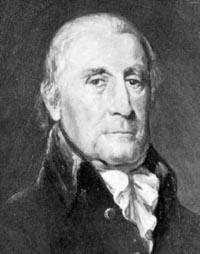
فرانسيس لويس
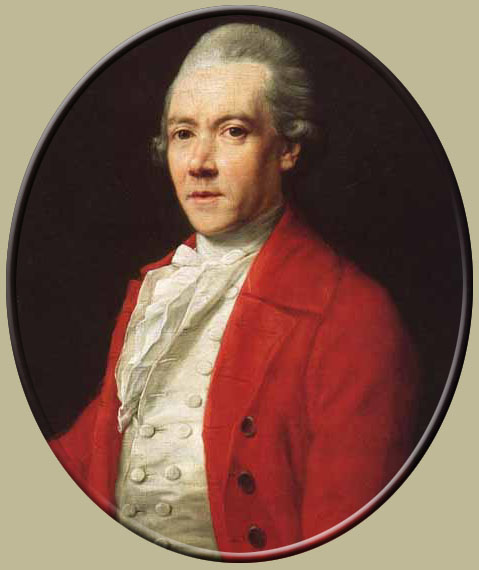
فيليب ليفينغستون
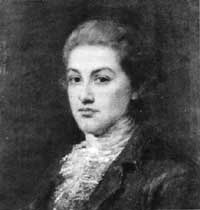
توماس لينش جونيور
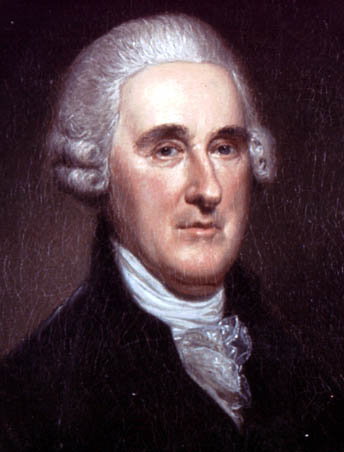
توماس ماكين
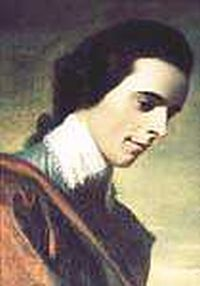
آرثر ميدلتون
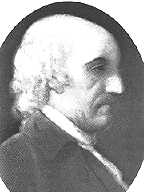
لويس موريس
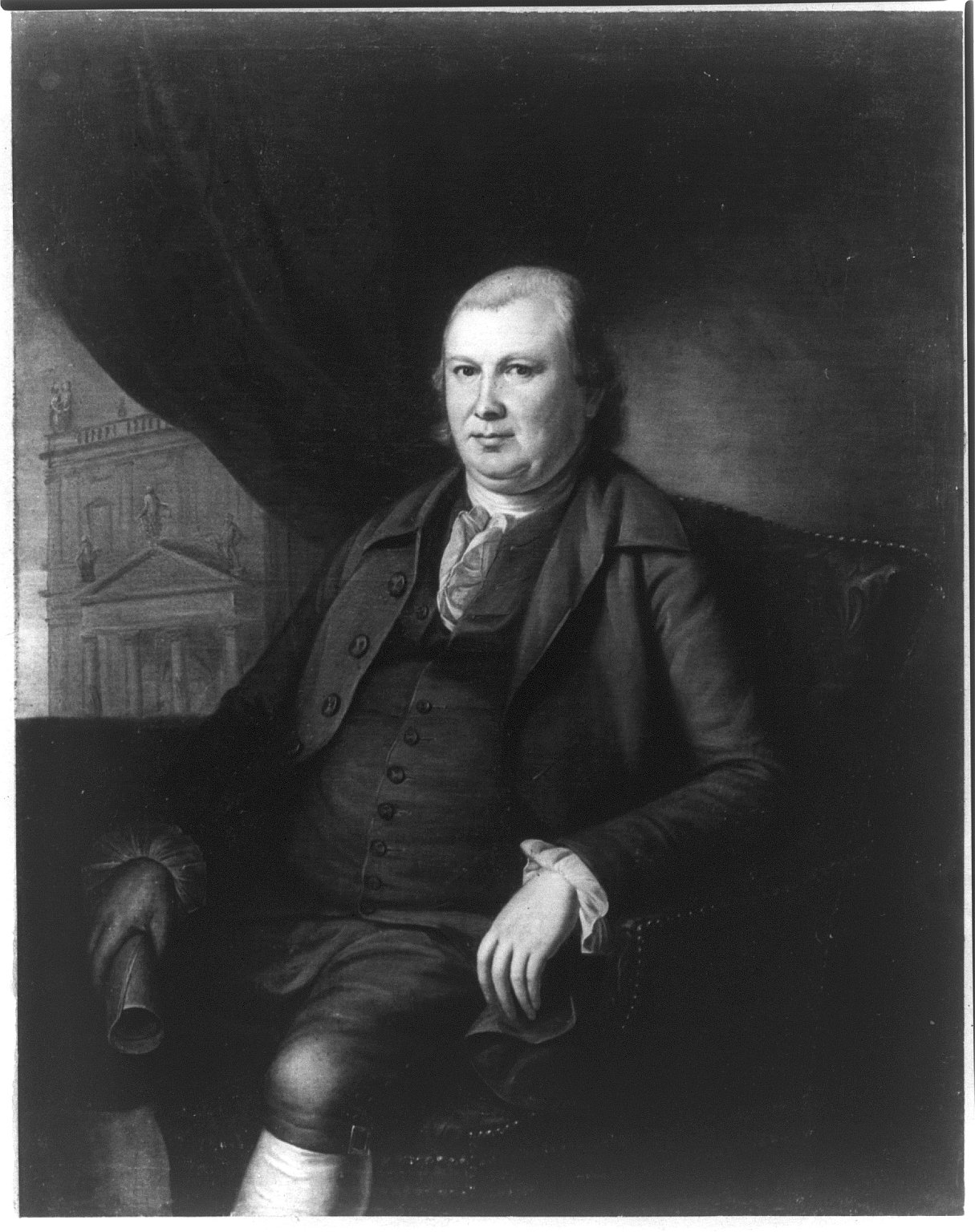
روبرت موريس
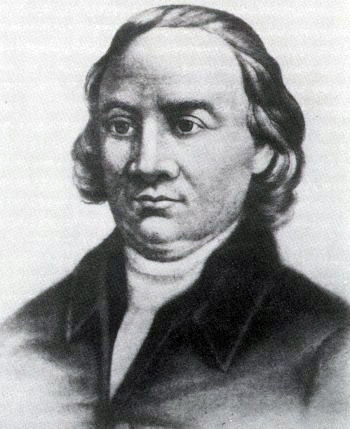
جون مورتون
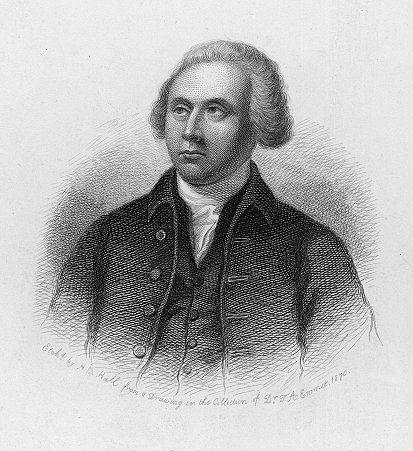
توماس نيلسون جونيور
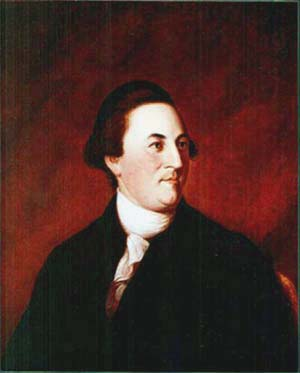
وليام باكا
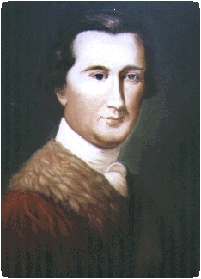
جون بان
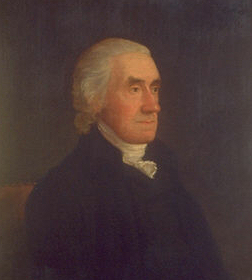
روبرت باين
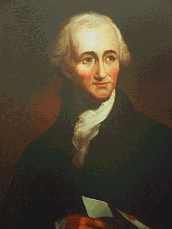
جورج ريد
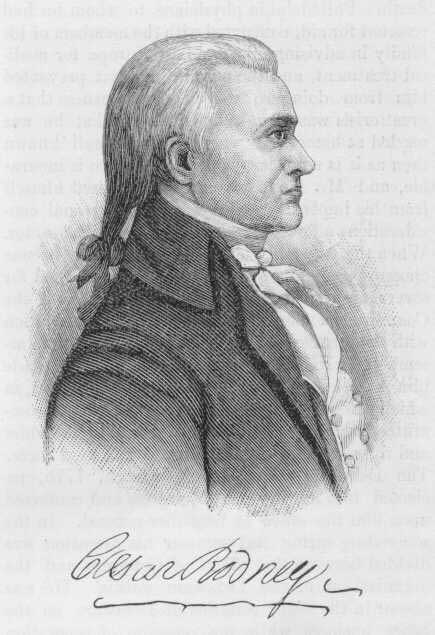
سيزر رودني
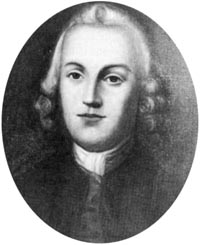
جورج روس
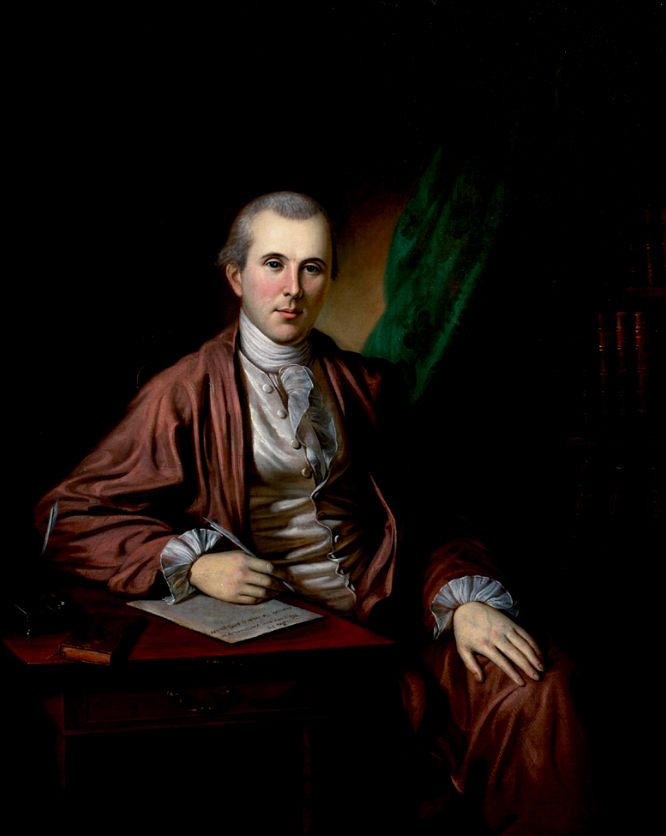
بنجامين راش
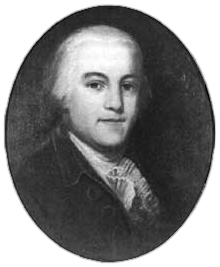
إدوارد راتليدج
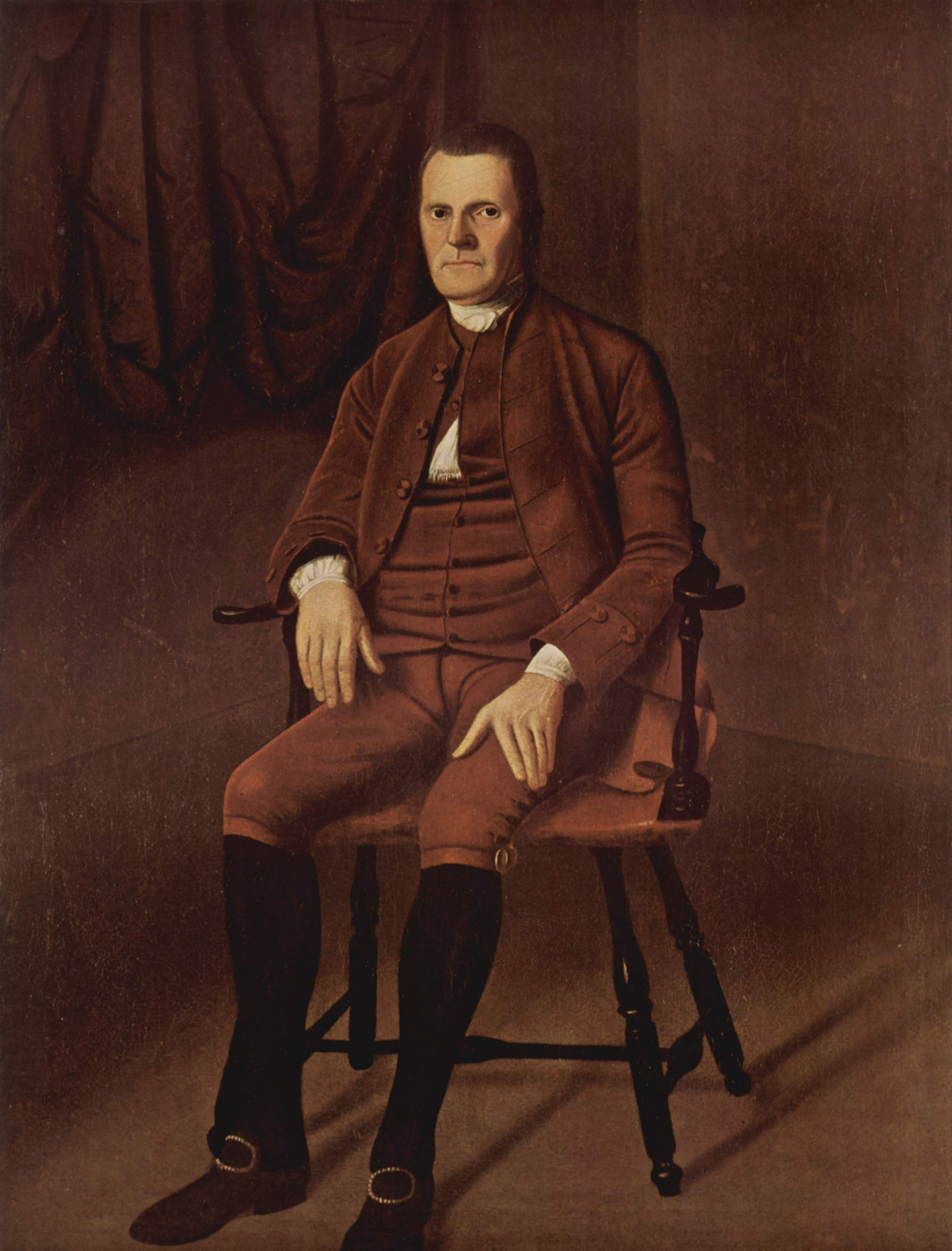
روجر شيرمان
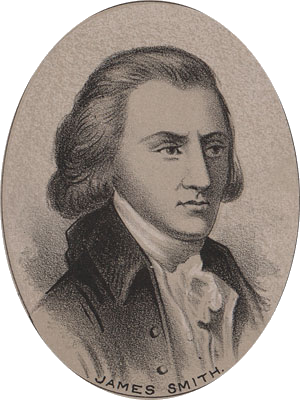
جيمس سميث
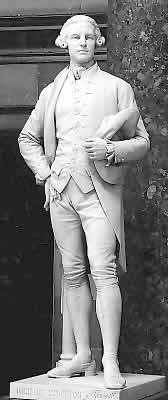
ريتشارد ستوكتون
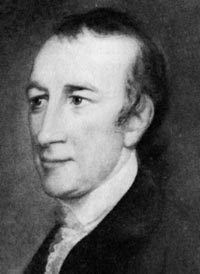
توماس ستون
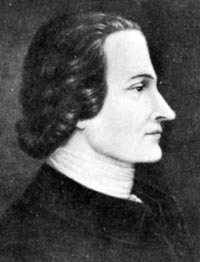
جورج تايلور
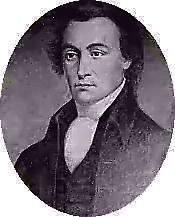
ماثيو ثورنتون
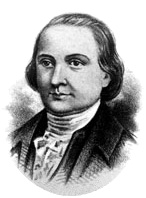
جورج والتون
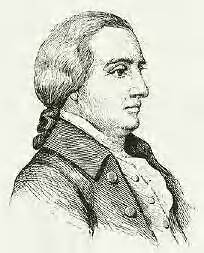
وليام ويبل
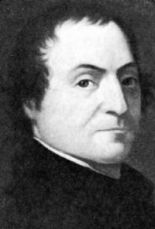
وليام وليامز
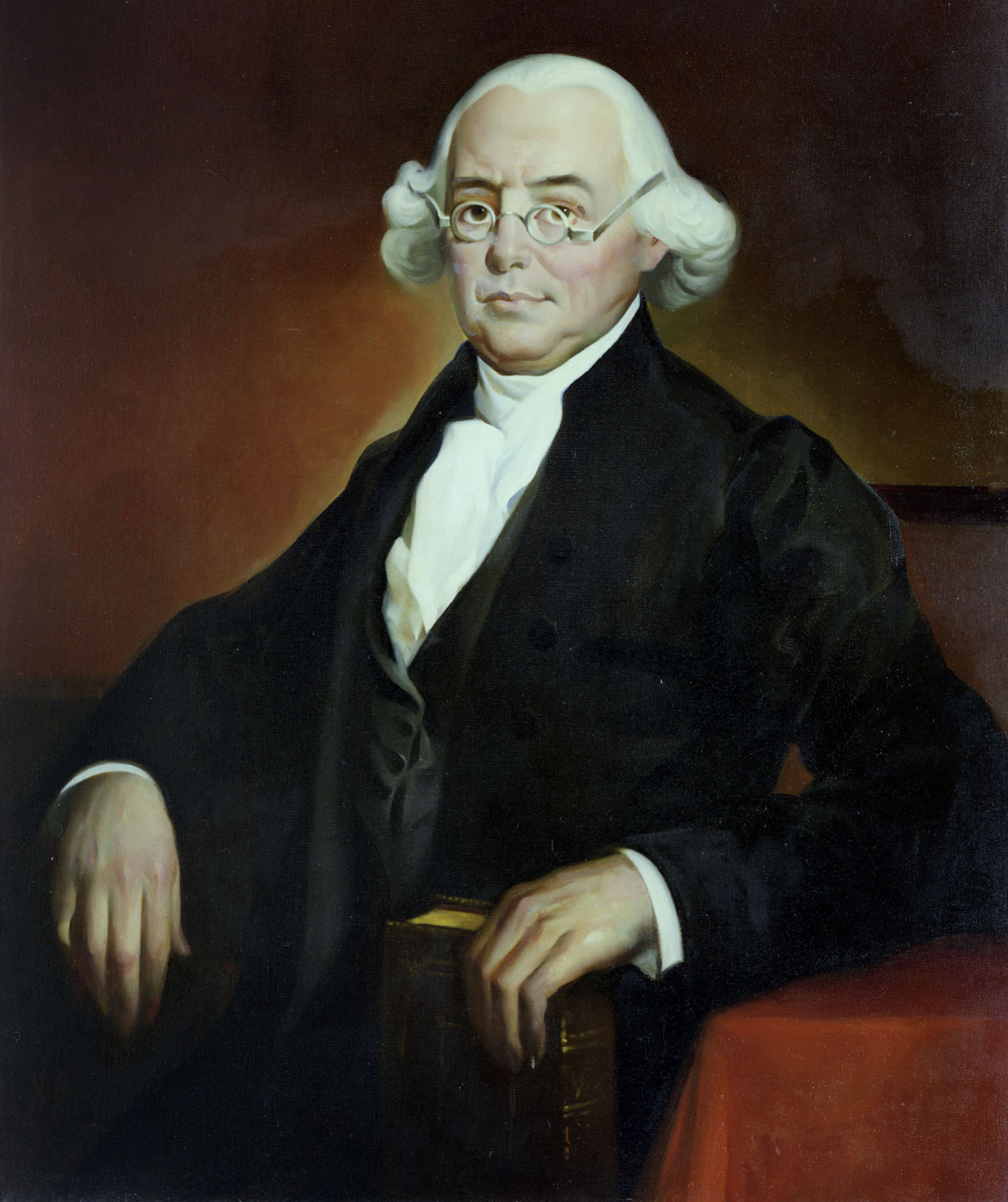
جيمس ويلسون
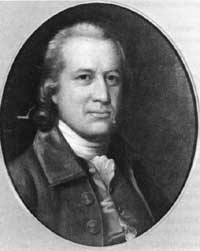
أوليفر ولكوت
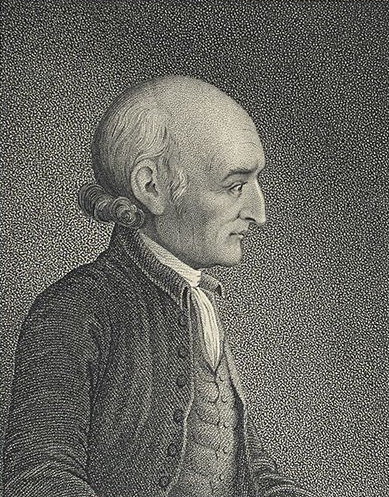
جورج وايت

### الموقعين ال39 للدستور

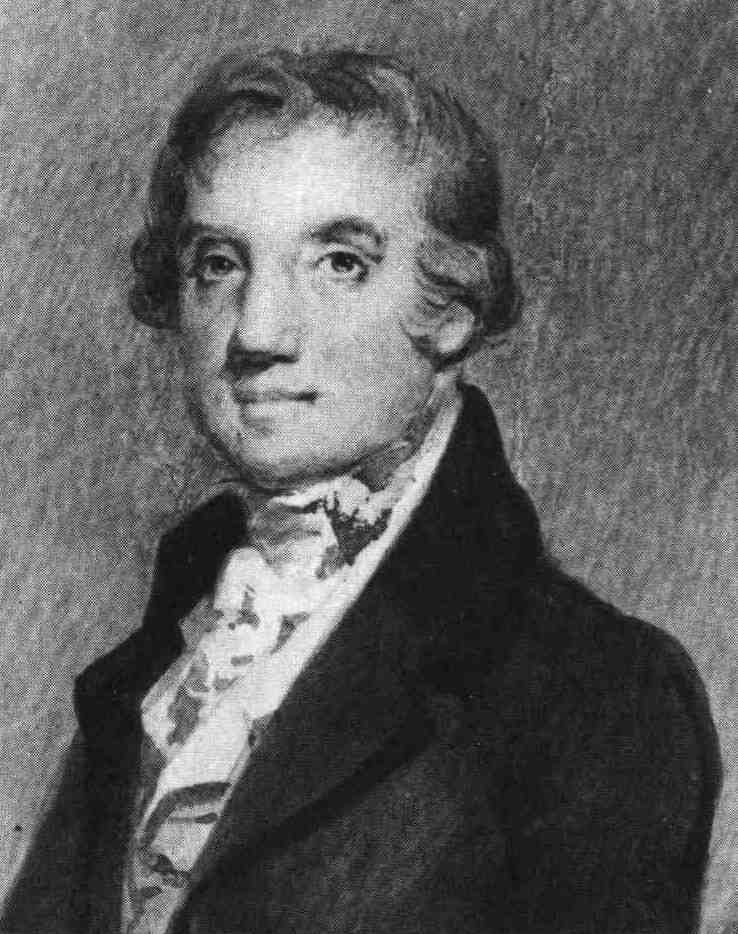
أبراهام بالدوين
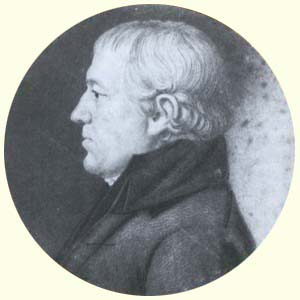
ريتشارد باسيت
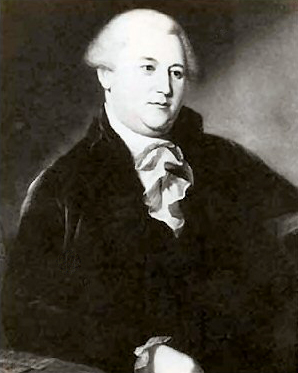
غانينغ بدفورد جونيور
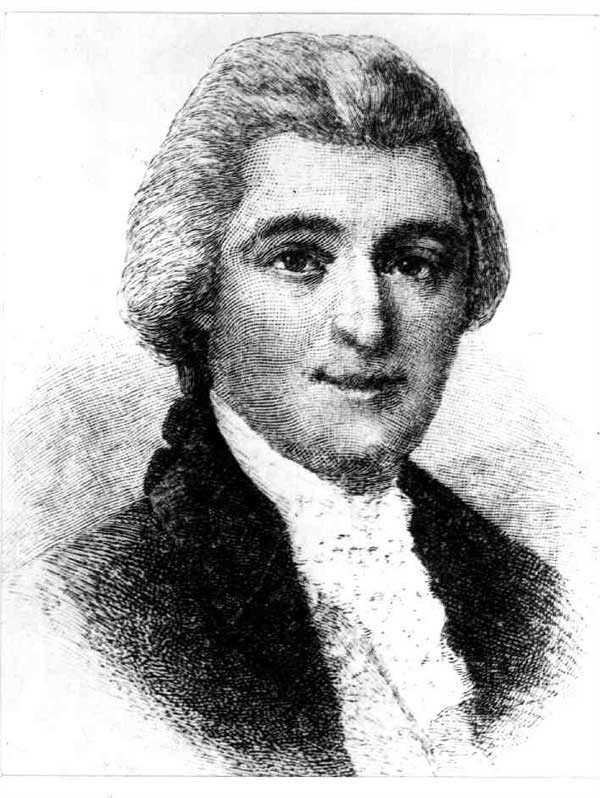
ويليام بلونت
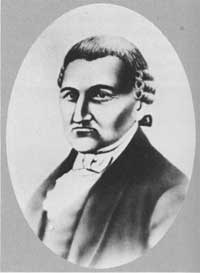
ديفيد بريرلي
جاكوب بروم
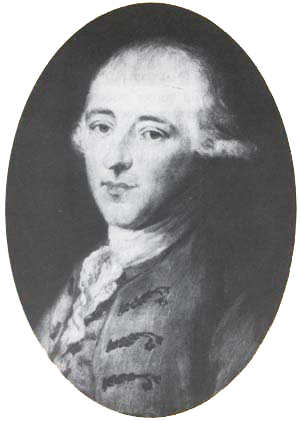
بيرس بتلر
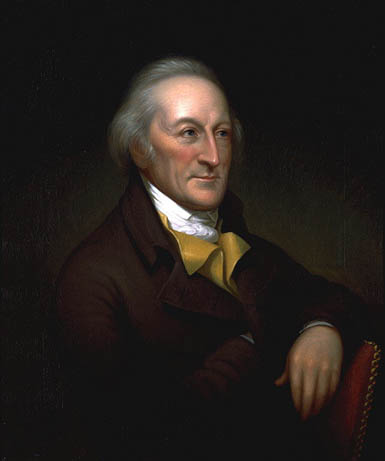
جورج كليمر
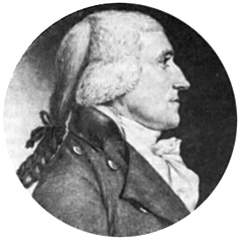
جوناثان دايتون
جون ديكنسون
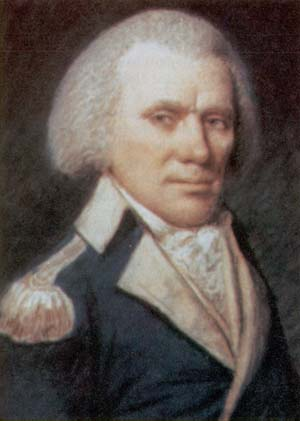
وليام فيو
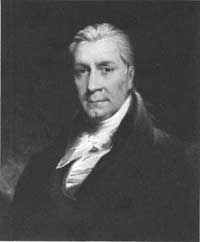
توماس فيتزسيمونز
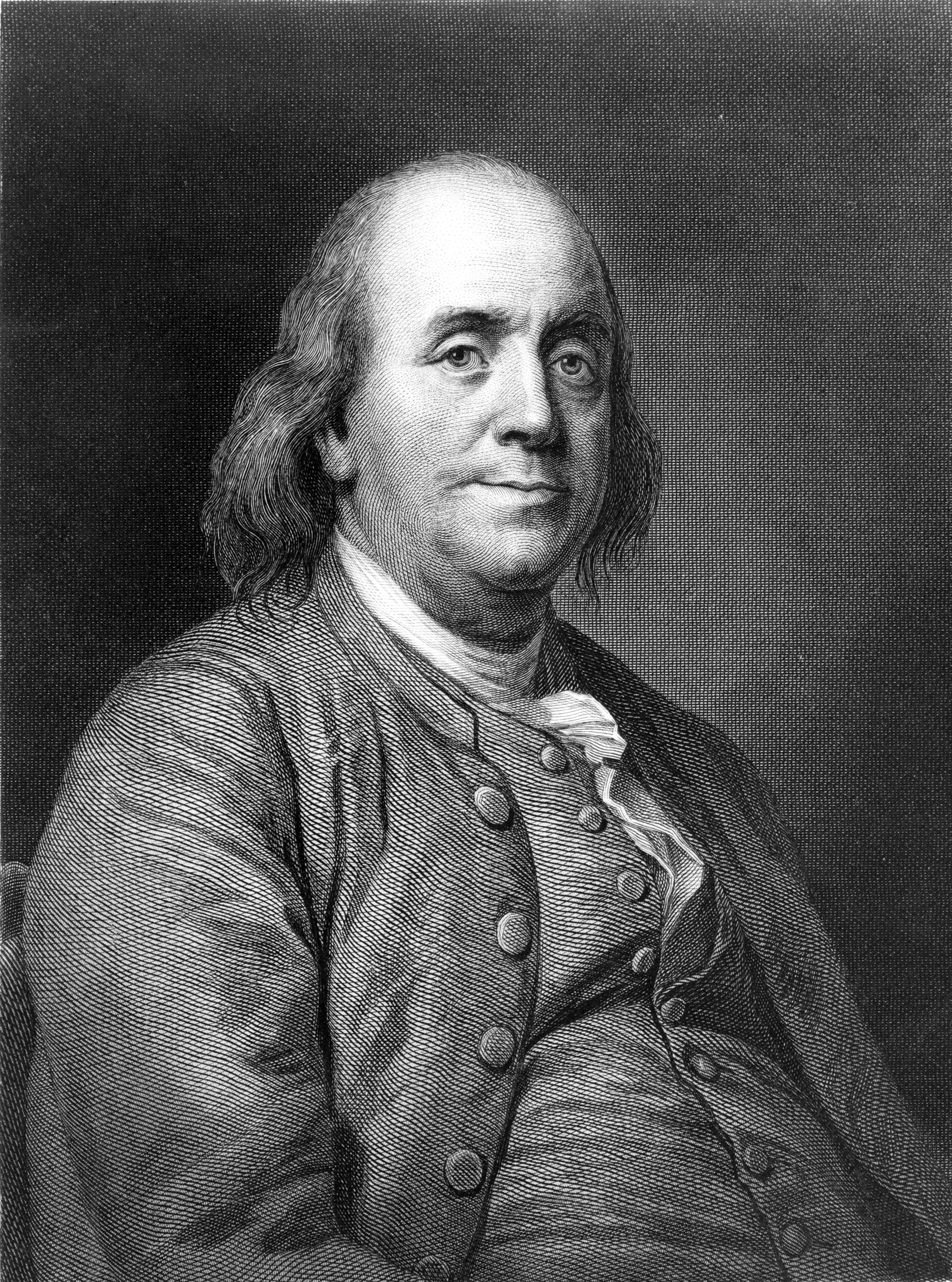
بنجامين فرانكلين
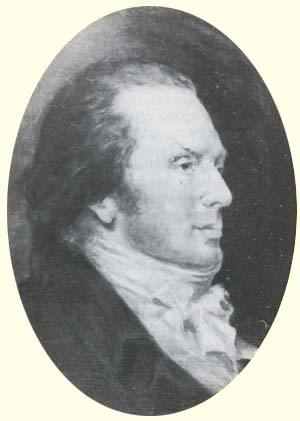
نيكولاس جيلمان
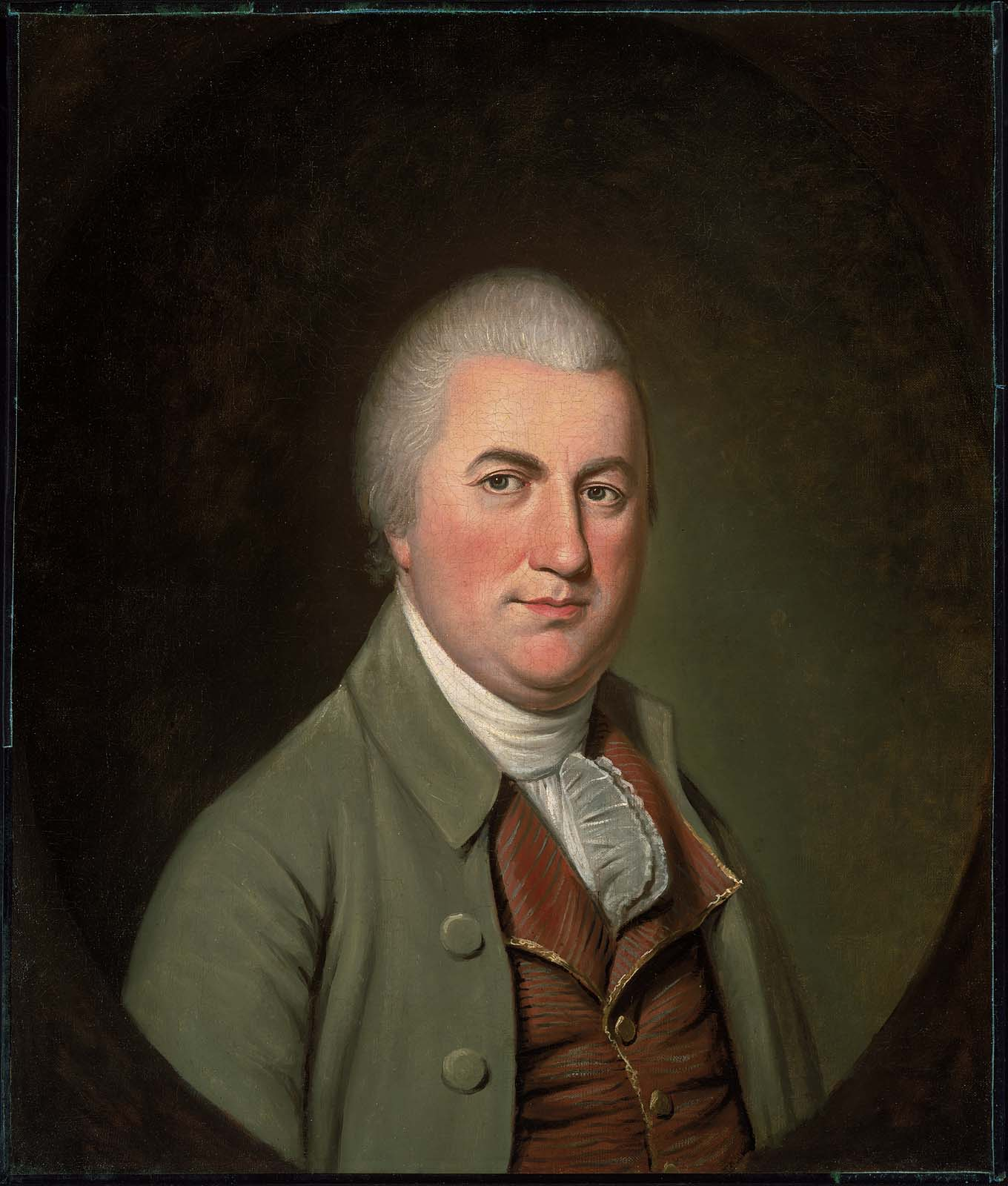
ناثانيل غرهم
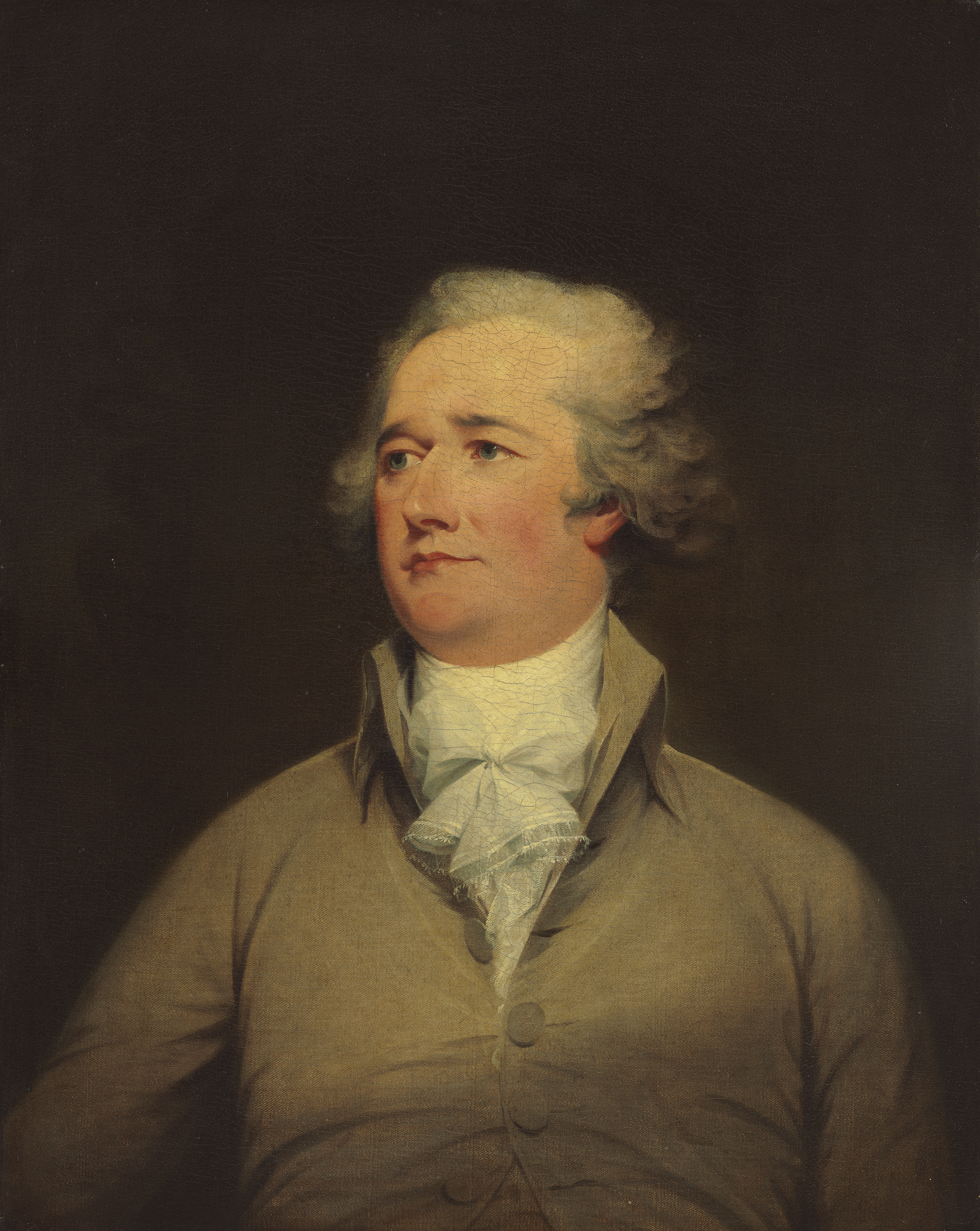
ألكسندر هاميلتون
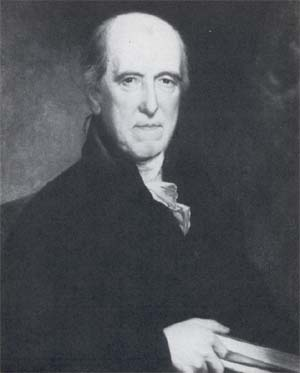
جاريد إنجرسول
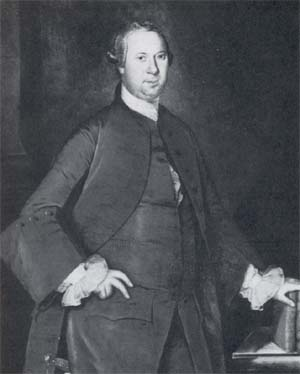
دانيال سانت توماس جينيفر
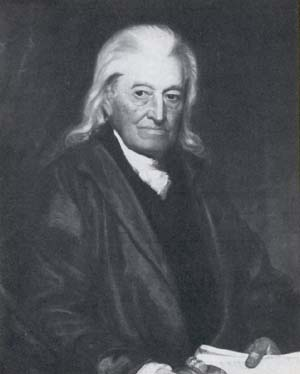
وليام صمويل جونسون
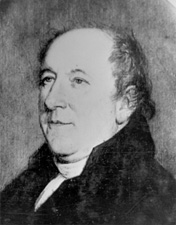
روفوس كينغ
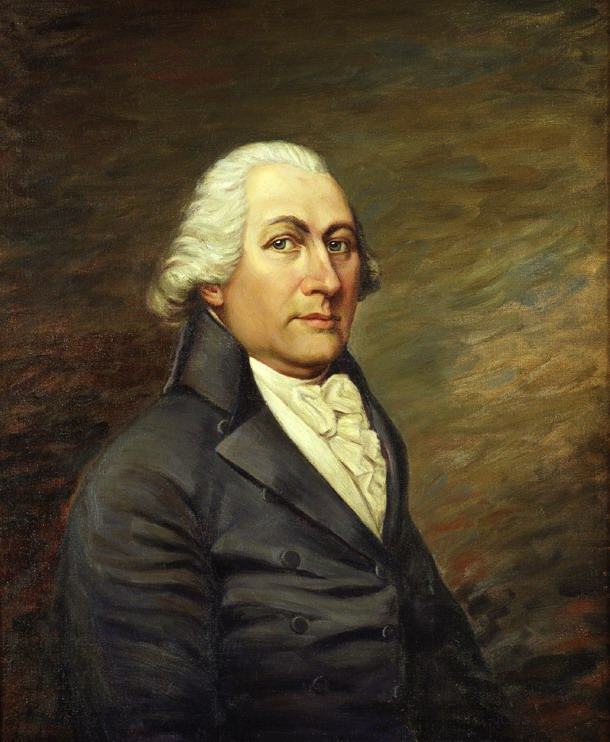
جون لانغدون
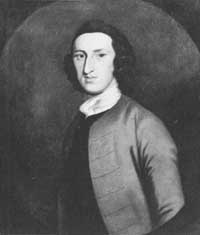
وليام ليفينغستون
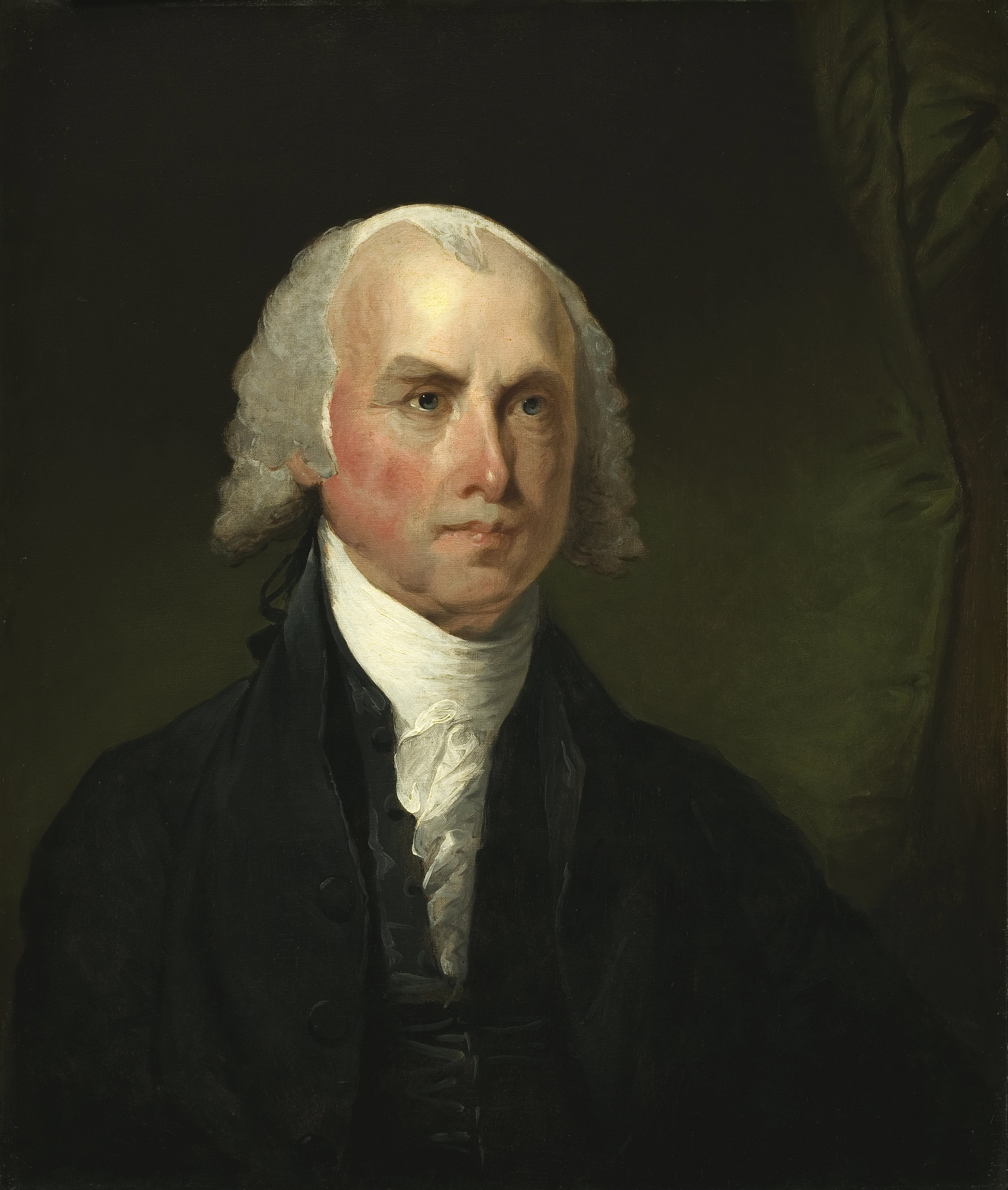
جيمس ماديسون
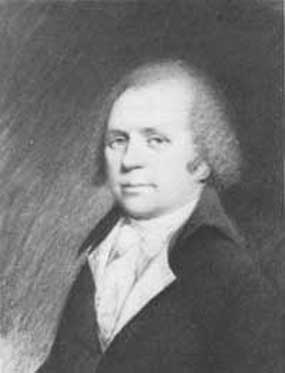
جيمس ماك هنري
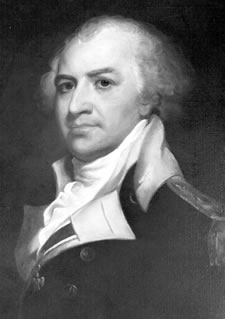
توماس ميفلين
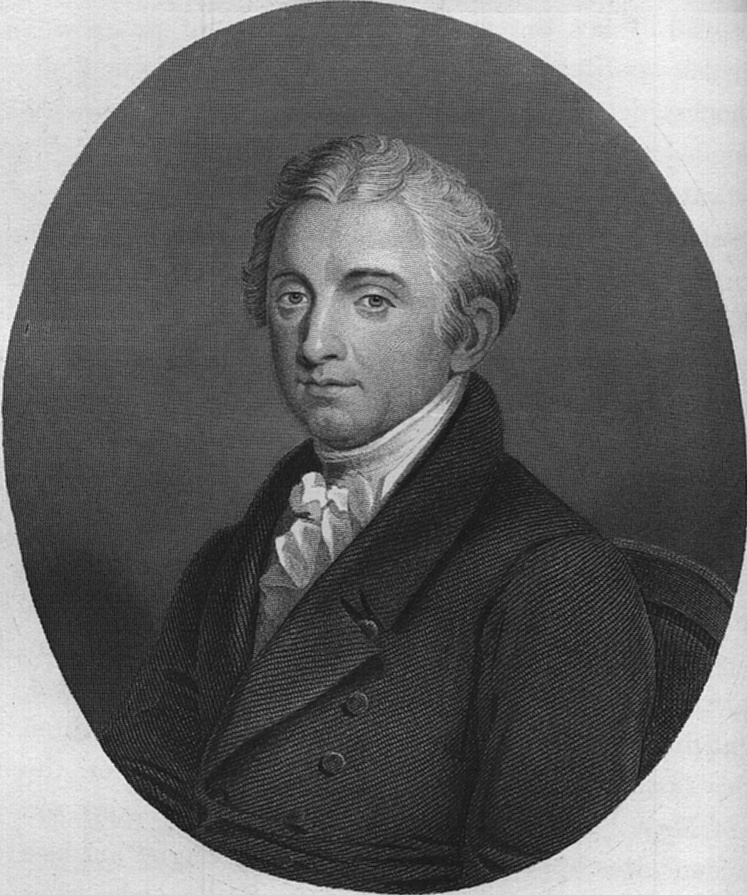
غوفرنور موريس
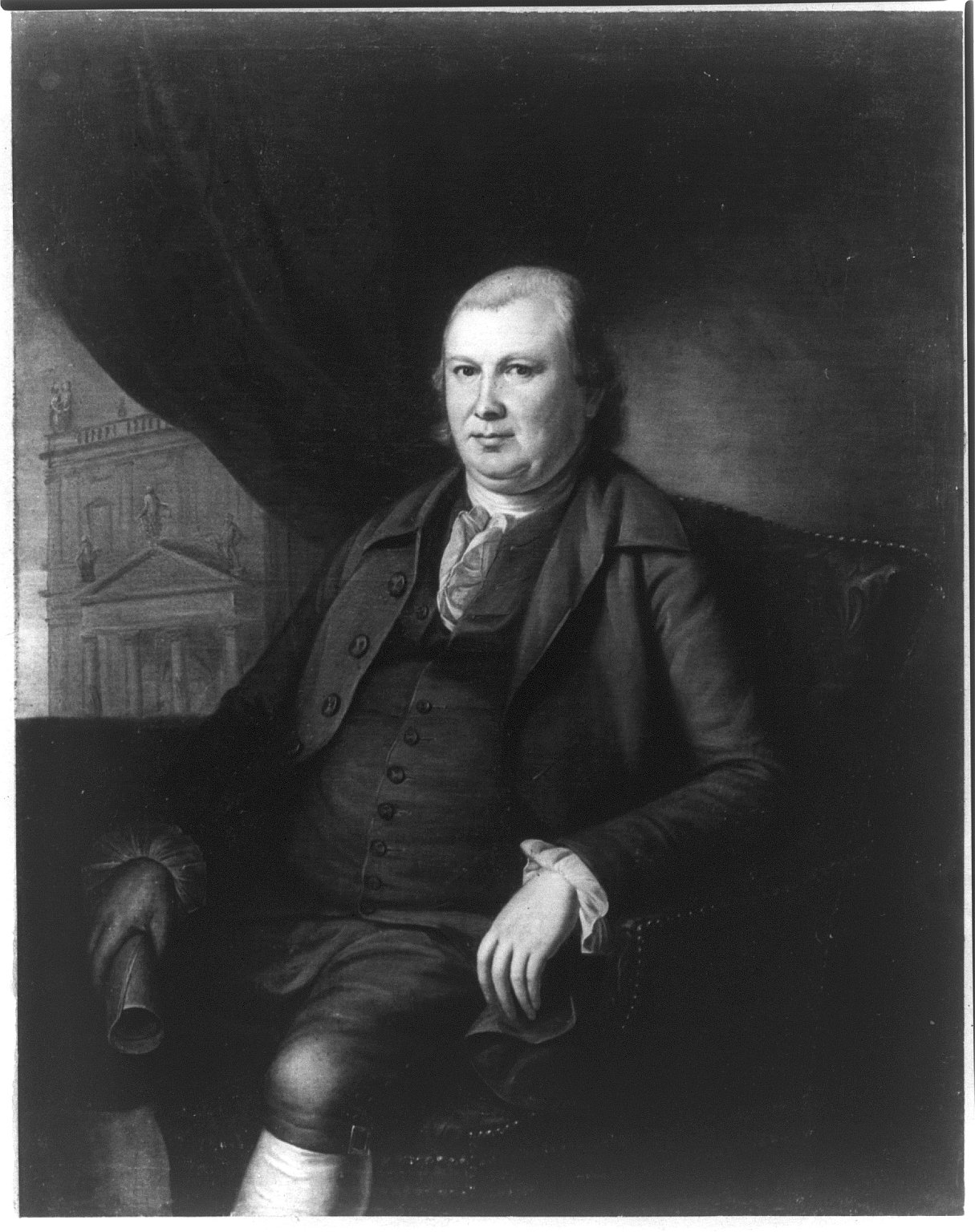
روبرت موريس
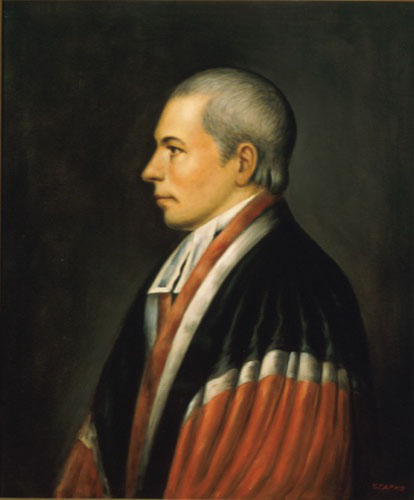
وليام باترسون
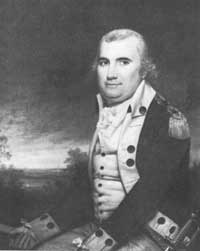
تشارلز كوتسورث بينكني
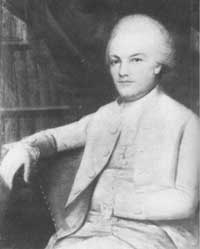
تشارلز بينكني
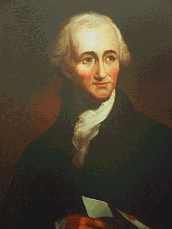
جورج ريد
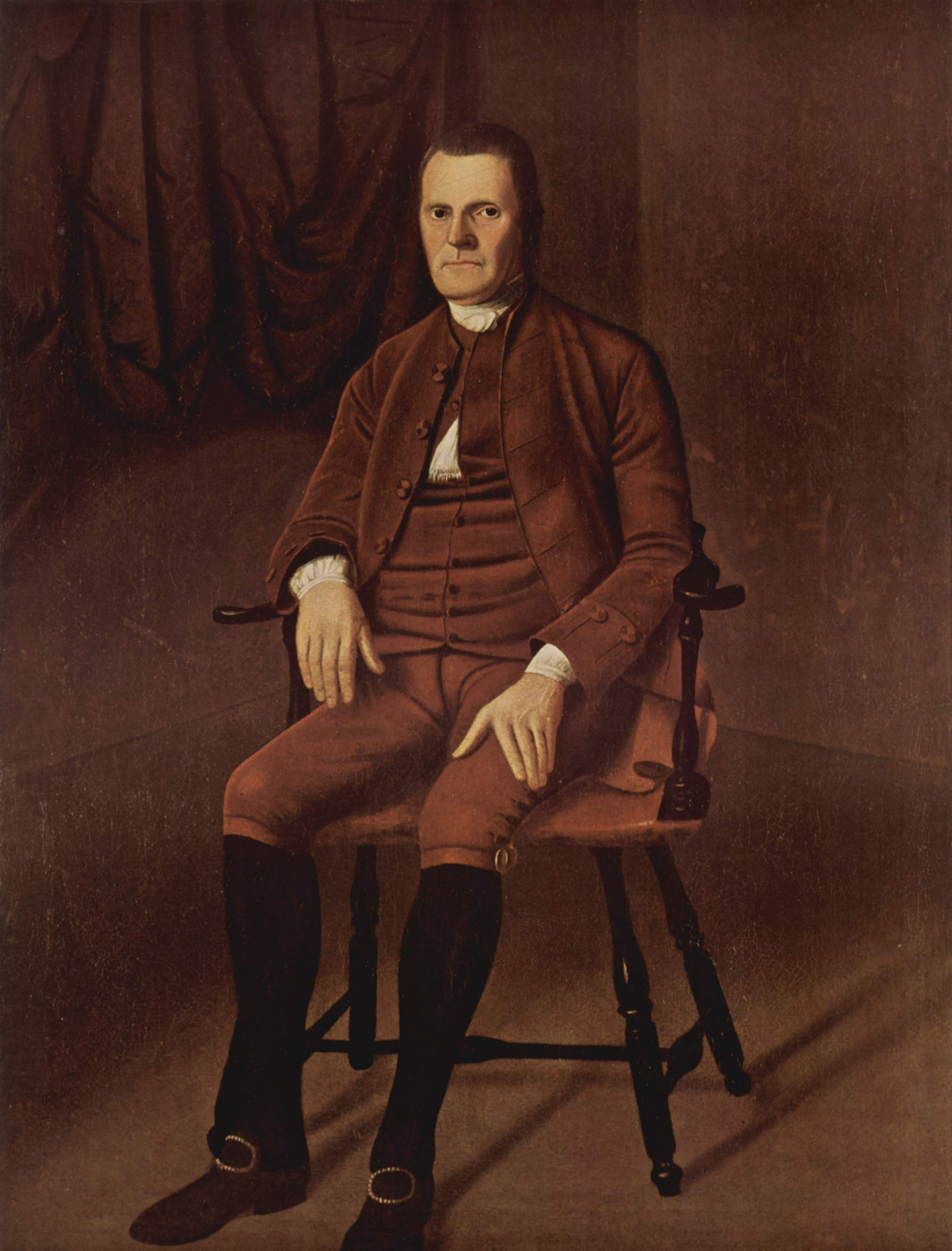
روجر شيرمان
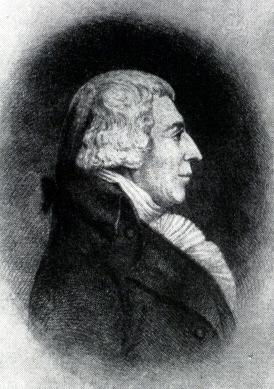
ريتشارد دوبس سبايت
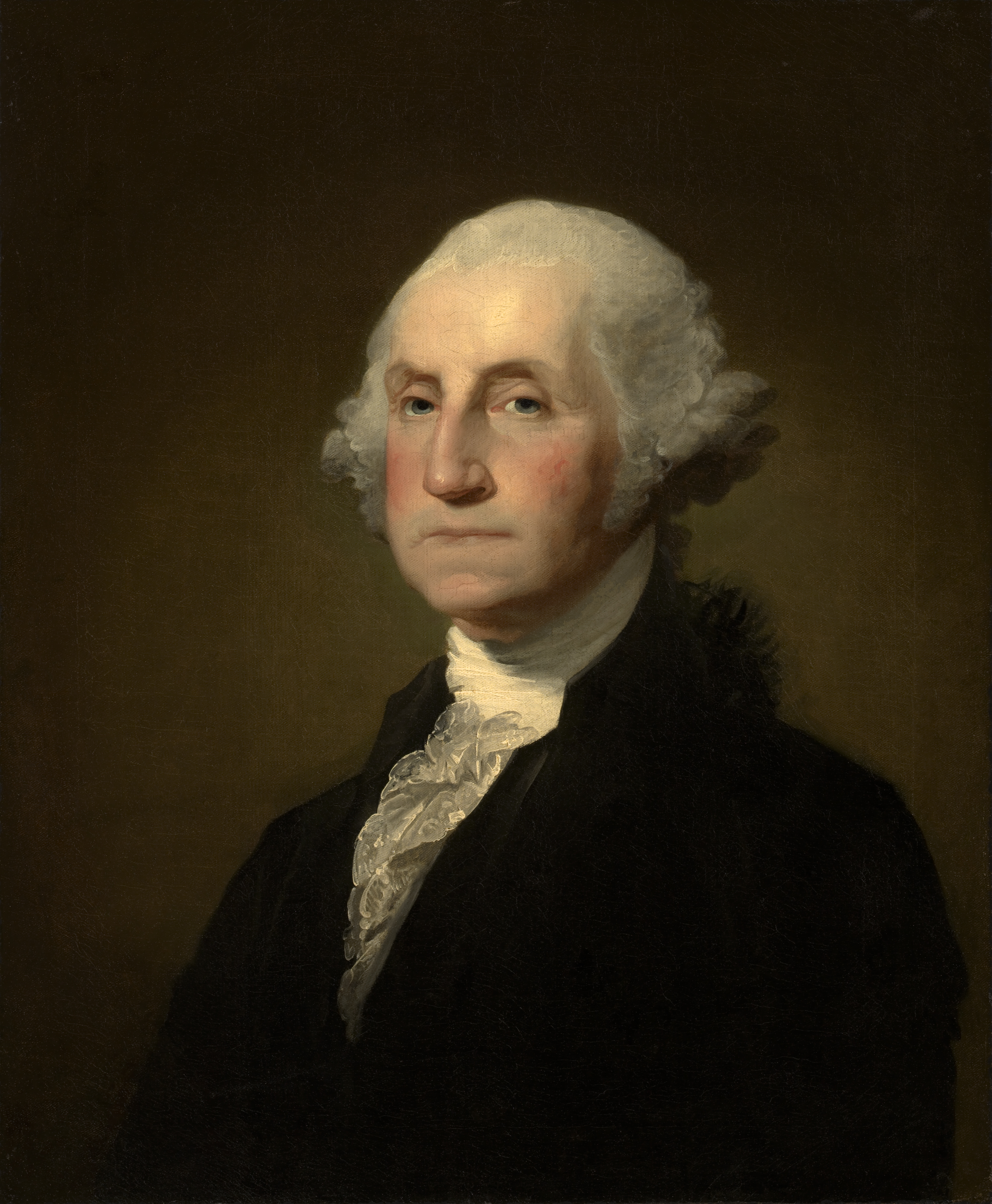
جورج واشنطن
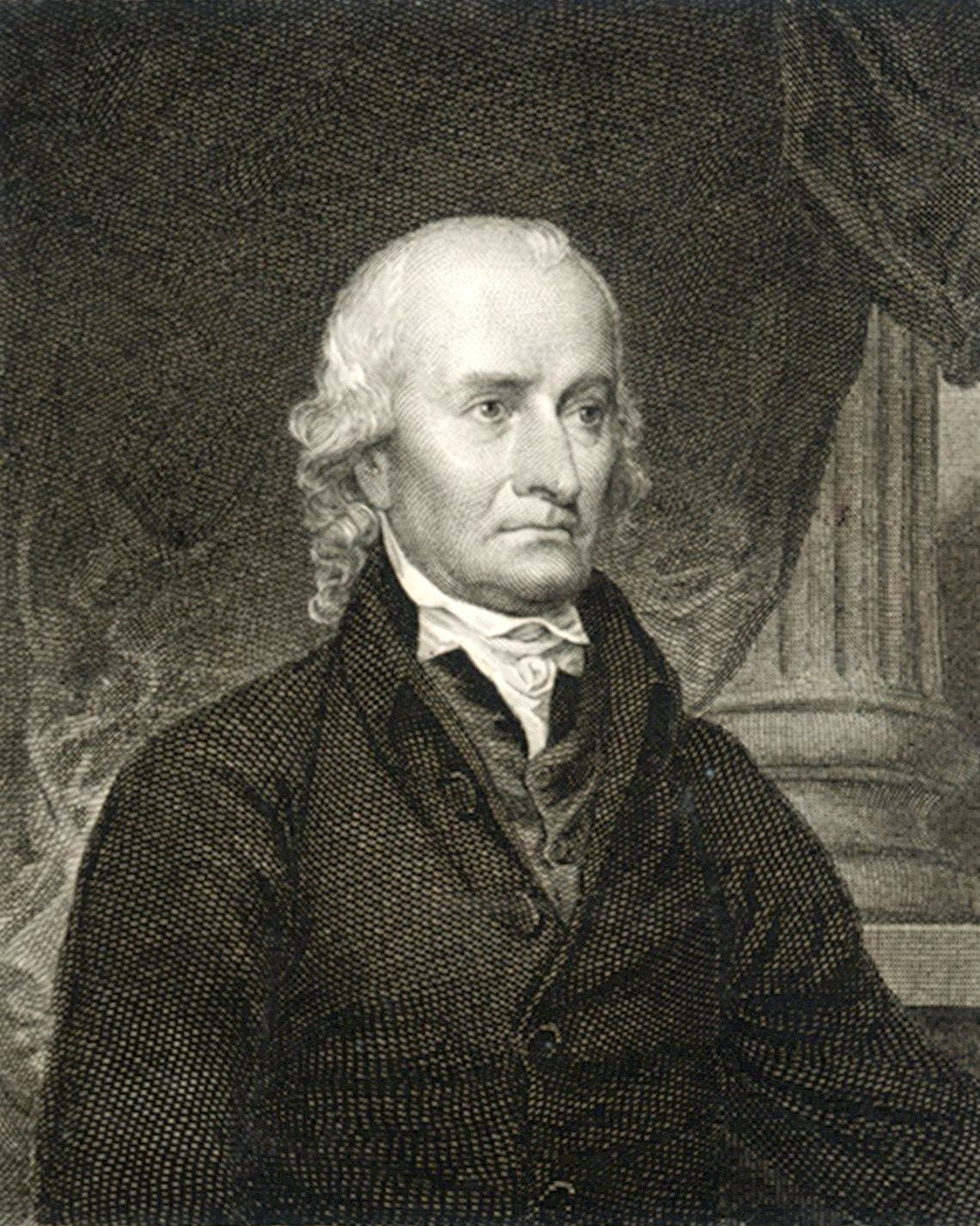
هيو ويليامسون
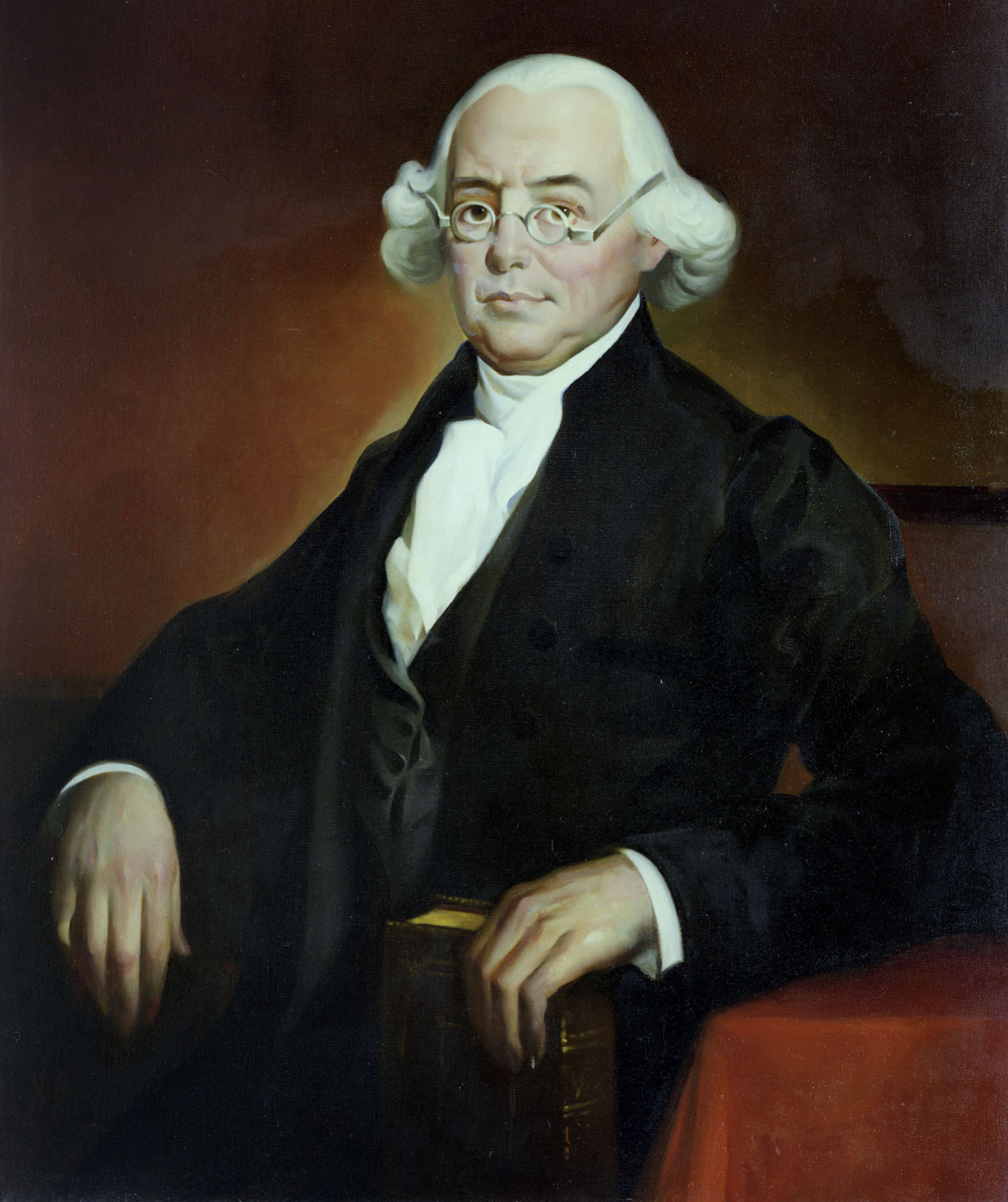
جيمس ويلسون

### المندوبون ال16 الحاضرون في الإعلان والذين لم يوقعوا الدستور

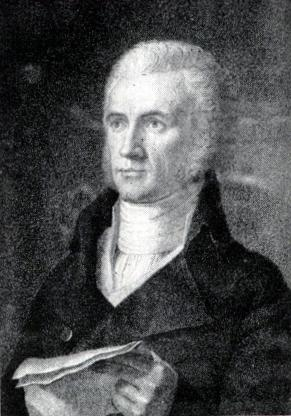
وليام ريتشاردسون ديفي
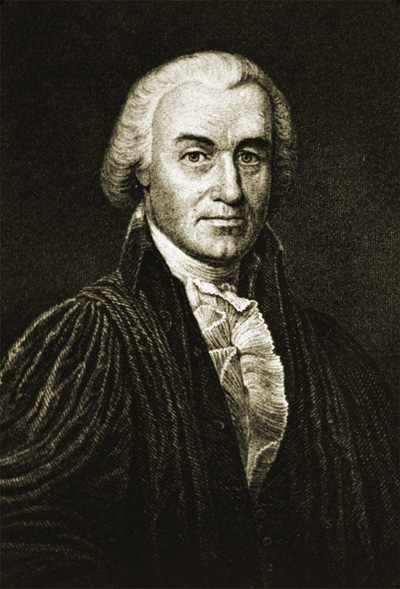
أوليفر ألسويرث
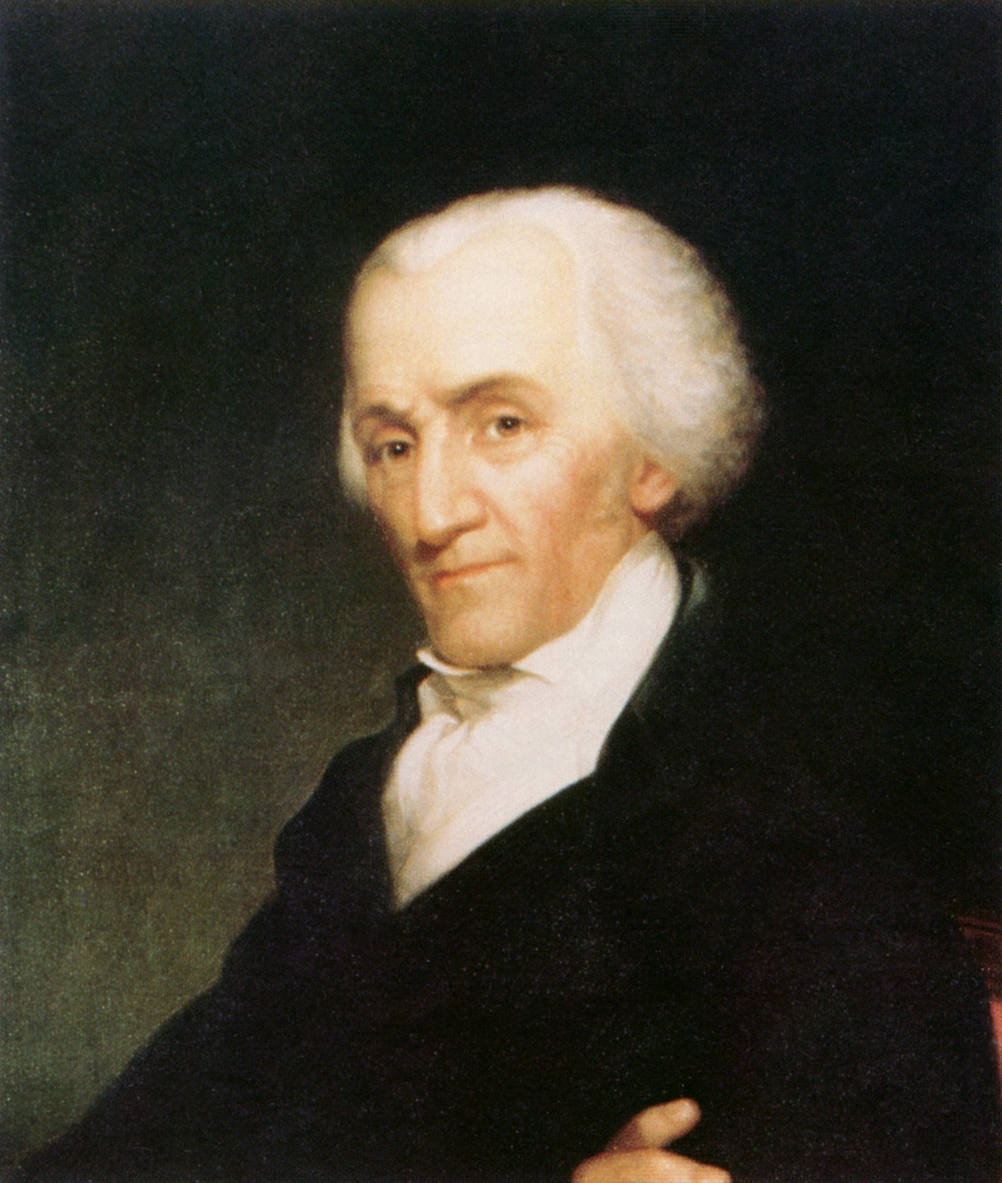
إلبردج جيري
وليام هيوستن
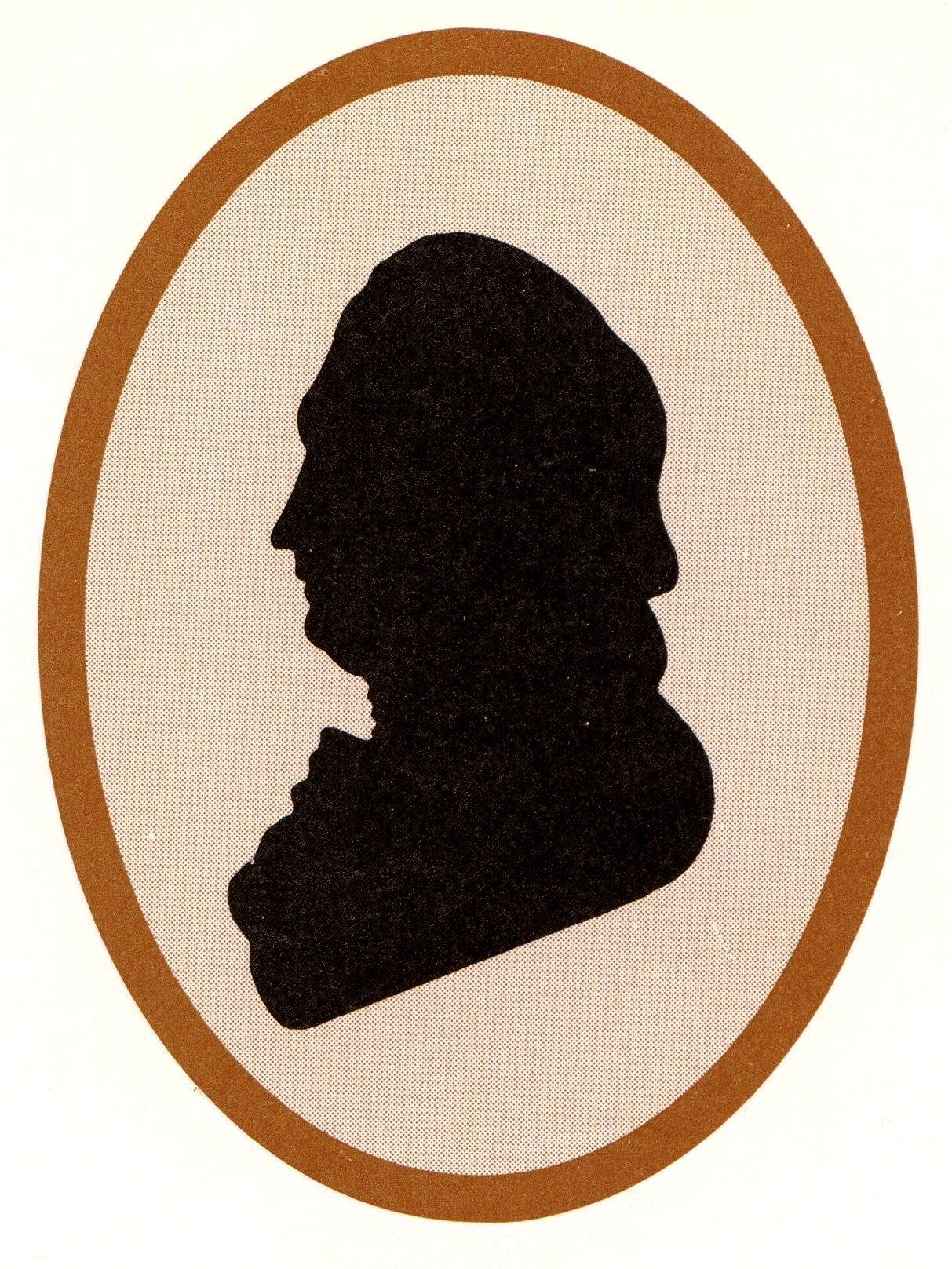
وليام هيوستن
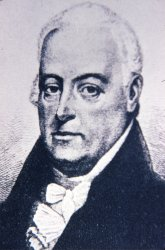
جون لانسينغ جونيور
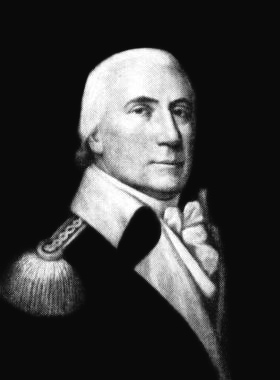
ألكسندر مارتن
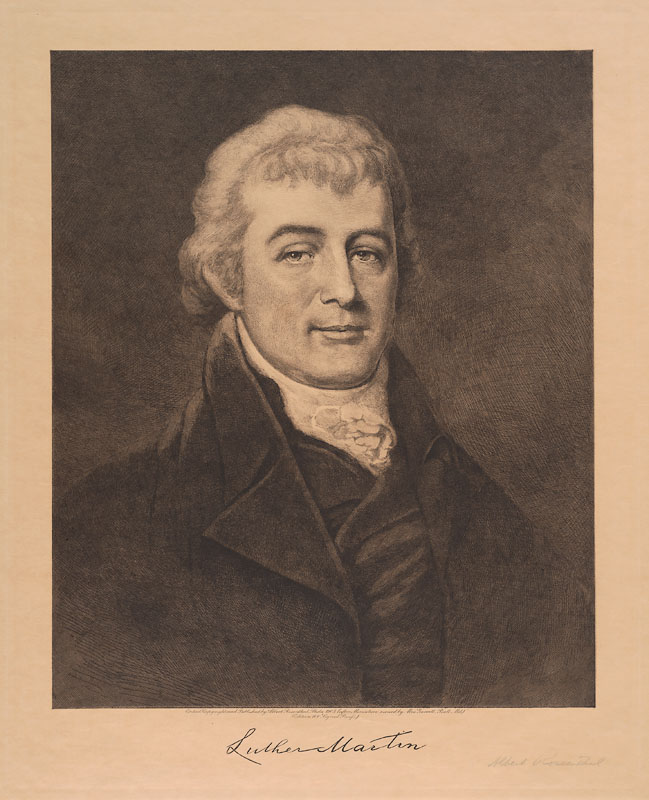
لوثر مارتن
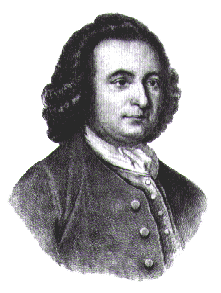
جورج ماسون
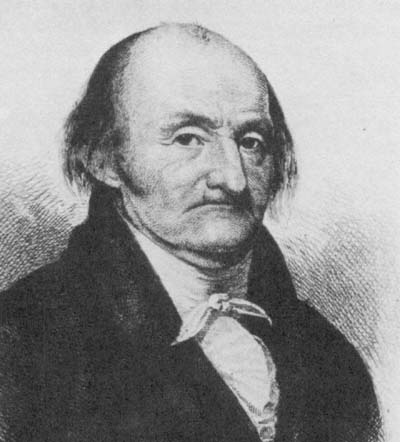
جميس ماك كليرغ
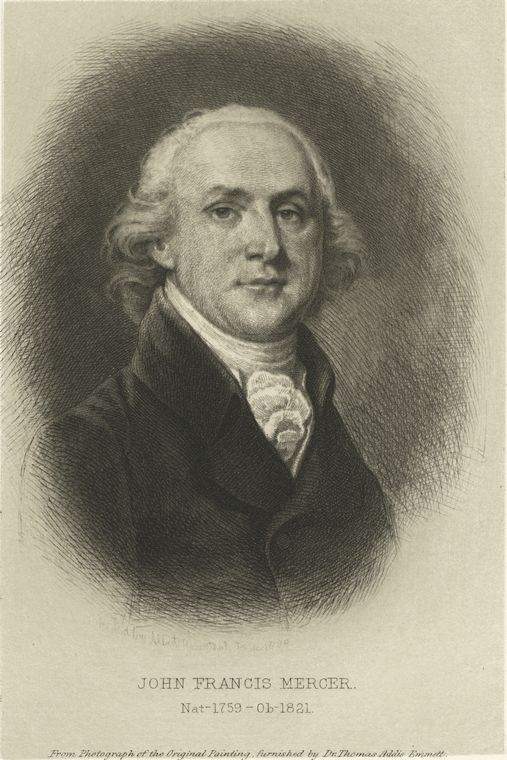
جون فرانسيس ميرسر
وليام بيرس
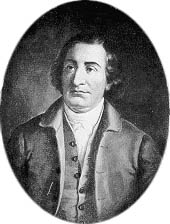
إدموند راندولف
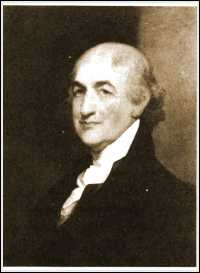
كاليب سترونغ
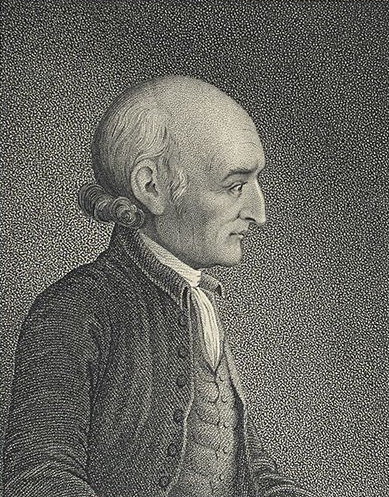
جورج وايت
روبرت ييتس

### آخرين

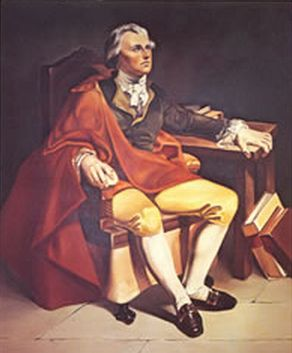
ريتشارد بلاند
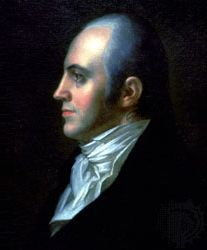
آرون بور
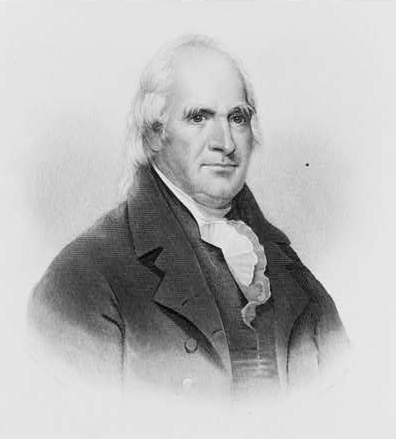
جورج كلينتون
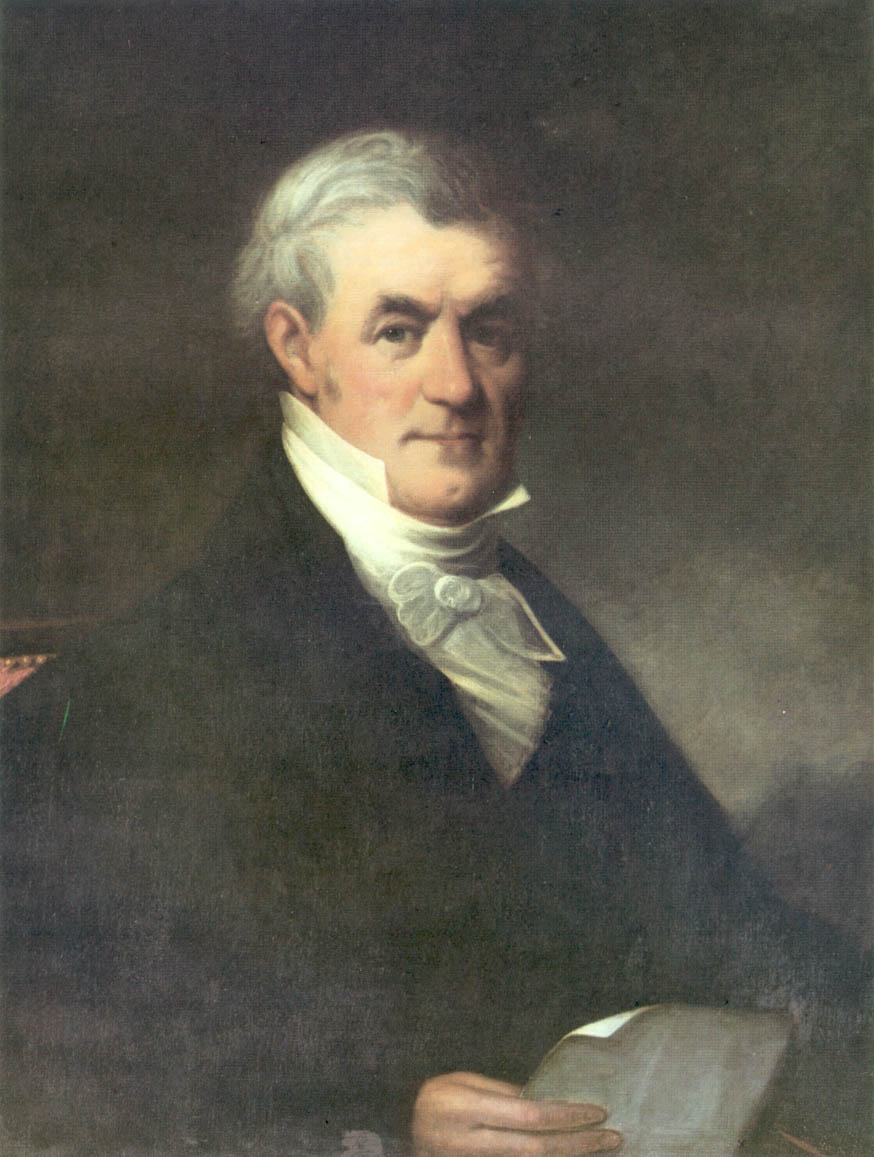
وليام إيوستيس
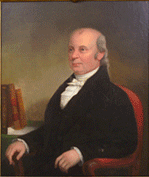
ليفي لينكولن
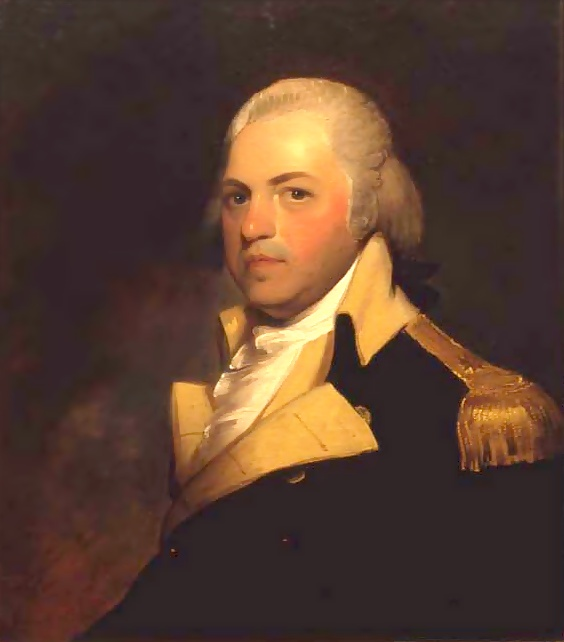
هنري لي الثالث
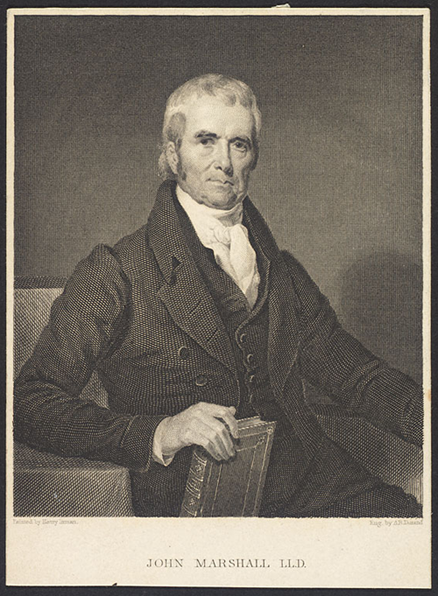
جون مارشال
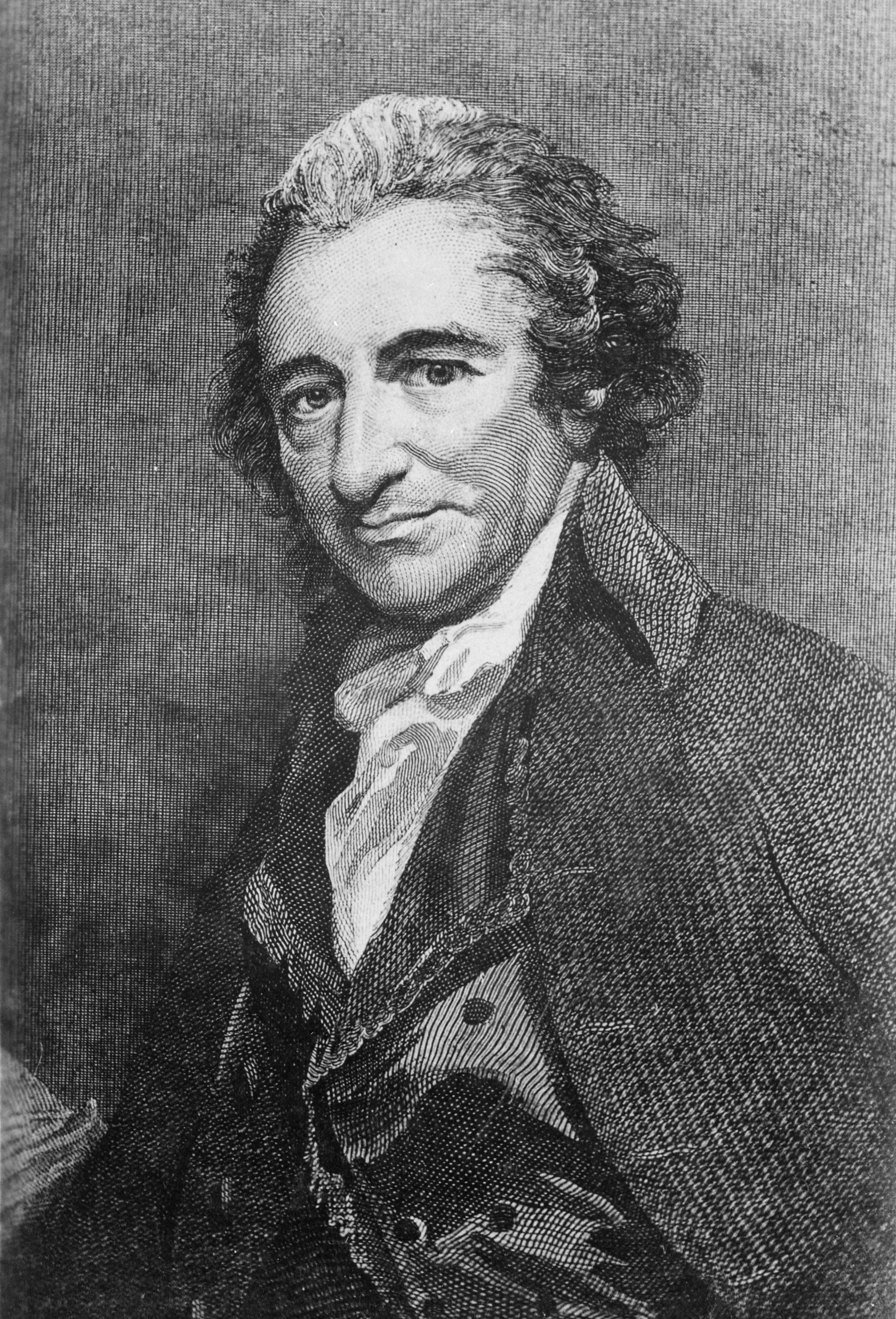
توماس بين
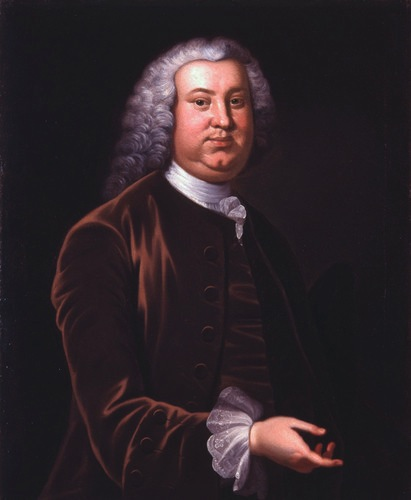
بيتن راندولف